# Жиль де Ре
Жиль де Монморанси́-Лава́ль, баро́н де Ре, граф де Брие́н, сеньо́р д’Ингра́н и де Шанту́ (фр. Gilles de Montmorency-Laval, baron de Rais, comte de Brienne, senior d'Ingrane et de Champtous; 1405 ? — 26 октября 1440, Нант, Бретань), известен как Жиль де Ре (фр. Gilles de Rais), или Жиль де Рец (фр. Gilles de Retz) — французский барон из рода Монморанси-Лавалей, маршал Франции и алхимик, участник Столетней войны, сподвижник Жанны д’Арк. Был арестован и казнён по обвинению в серийных убийствах, хотя достоверность этих обвинений в настоящее время оспаривается. Послужил прототипом для фольклорного персонажа Синяя Борода.

## Биография

### Владения

Герцогство Бретань и входящие в её состав владения. Барония Ре - светло-зеленый, на юге.

В XIV в. в войне за Бретонское наследство столкнулись дома Монфор и Блуа. Шедший 23 года вооружённый конфликт был частью более крупной Столетней войны. Семья Монфор пользовалась поддержкой королевства Англии, в то время как семью Блуа поддерживала Франция. В 1365 г. Жан де Монфор получил герцогскую корону под именем Жана V по Герандскому договору. Его «тяжело доставшаяся победа... внесла значительный вклад в формирование нового, менее феодального мышления среди [герцогов Монфор], которые были склонны отстаивать необходимую автономию (или даже независимость) герцогства от Франции», – подчёркивает средневековый историк Жан-Кристоф Кассар. Однако Герандский договор не разрешил франко-бретонский спор, который продолжался при Карле V и его преемниках. Во время Столетней войны периоды ослабления французской монархии также способствовали постоянному укреплению суверенитета герцогства Бретань, которое обладало «всеми функциями независимого княжества, со своими автономными институтами, налогами, валютой, армией, своим коронованным герцогом и своими послами», –перечисляет историк Жоэль Корнетт.
Держатель герцогского домена (под этим термином понимались земли, а также связанные с ними сеньориальные права и доходы), Жан V намеревался добиться признания своего сюзеренитета светскими и церковными вассалами. На практике герцогу Бретани приходилось иметь дело с властью «сеньоров высшего правосудия, которые имели довольно обширную территориальную базу», таких как бароны Ансени, виконты Ларгуэ и бароны Реца (в Средние века топоним Retz писался Rais, Rays или Raiz). Их крупные светские владения составляли «мощный противовес герцогской власти», — объясняет медиевист Брис Рабо.
Одно из шести баронств, считающихся старейшими и наиболее престижными в Бретани (наряду с Витре, Леоном, Шатобрианом, Ла-Рош-Бернаром и Ансени), баронство Рец обеспечивало его держателям значительный доход и очень выгодное географическое положение на границе. Кроме того, бароны Рец «имели обширные прерогативы и поддерживали тесные отношения с герцогом Бретани и королем Франции".}} Однако дом Рец угас в 1371 году после смерти Жирара V Шабо. Его наследство получила его сестра, Жанна Шабо, известная как «Мудрая» († 1407),  но на наследование также претендовал герцог Жан V, который намеревался воспользоваться её финансовыми и супружескими трудностями.. Подобно королям и князьям того времени, герцог Бретонский проводил политику «личной централизации», приобретая принадлежавшие его вассалам или соседям земли с целью расширения собственных владений. Чтобы обезопасить Нант, ему было важно обеспечить контроль над землями и крепостями, расположенными к югу от Луары. Краеугольным камнем всего баронства Рец является замок Машкуль, цитадель города, считающегося, из-за своего пограничного положения на границе Бретани и Пуату, одним из «входов и выходов герцогства.
Стремясь противостоять территориальным амбициям Жана V, король Карл V доверил опеку над владениями Ре близкому родственнику Жанны Шабо Ги «Брюмору» де Монморанси-Лавалю · [[#ref_Происходя из семьи Шабо по линии своей матери Жанны Шабо, Ги «Брюмор» де Монморанси-Лаваль женился во второй раз на дочери Клеманс Дюгеклен Тифене Юссон, которая сама была сестрой Бертрана Дюгеклена..|↑]] . Однако он умер после 1375 г., оставив жену Ре без защитника. После тщетных попыток примирения, Жан потребовал у Жанны уступить ему свои владения. Столкнувшись с её отказом, герцог конфисковал земли и занял её крепости. Между ними последовали длительные судебные разбирательства, пока спор не был временно урегулирован благодаря совместному давлению герцогов Бургундии Филиппа II Смелого и Берри Жана, бывших дядьями короля Франции Карла VI и влиятельными фигурами в его Королевском совете. Столкнувшись с растущими военными и политическими трудностями, Жан V хотел обеспечить своему сыну Жану VI спокойное наследование и улучшить отношения с бретонской знатью; поэтому за несколько месяцев до своей смерти 1 ноября 1399 г. пошёл на компромисс. Жанна Шабо вернула себе свои поместья и замки в июле 1399 г., в то время как ставший наставником Жана VI Филипп Смелый завершил арбитраж 16 июля 1400 г.

#### Семья

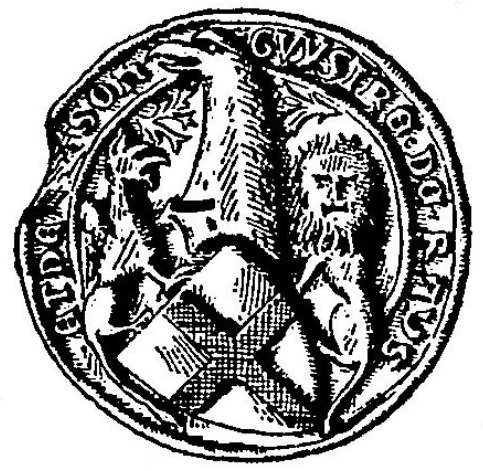
Печать Ги де Лаваля-Ре, около 1405—1407 гг..

29 сентября 1401 г. бездетная Жанна Шабо выбрала своим наследником сына Ги Брюмора Ги де Монморанси-Лаваля, при условии, что последний примет фамилию и герб Ре. · . Но позже она передумала, и отдала свои владения иному родственнику — сеньору Ла-Сюза и Шамптосе Жану де Краону. · .
Решение Жанны привело к судебным спорам, однако в итоге был достигнут компромисс благодаря женитьбе Ги на дочери Жана де Краона Марии,. Два акта от 5 и 17 февраля 1404 г. уточняют условия брака: брачное соглашение должно было получить одобрение судебного органа – Парижского парламента ·  · . Парламент одобрил соглашение 2 мая. 24 июля Жанна Шабо уступила четыре сеньории Ги де Лавалю в обмен на пожизненную ренту · . Вероятно, после завершения этих формальностей Мария вышла замуж за сеньора Ре. Пара поселилась в замке Машкуль, где жили вместе с Жанной Шабо до её смерти в 1407 г.
Старший сын Марии де Краон и Ги де Лаваля, Жиль де Ре, был потомком крупных феодальных домов. По линии матери он связан с богатым родом де Краон, по линии отца — с Лаваль, одним из двух важнейших бретонских родов XV в. Среди предков Лаваль по браку были бароны Рец, а также престижный род Монморанси, хотя в то время он временно ослаб.

### Детство
Родился на границе Бретани и Анжу в замке Машкуль в 1405 году в аристократической семье.
Родители Жиля де Ре происходили из известнейших французских родов Краон (фр.) и Монморанси, потомок благородного бретонского рода. Ребёнок получил превосходное образование, знал древние языки. Плоды этого воспитания проявились в любви Жиля к собиранию книг, коллекционированию древностей, в пытливости ума, проявляемой им на протяжении всей жизни. Несмотря на то, что большую часть своей жизни Жиль де Ре провёл в седле (в прямом смысле) и на поле боя, он стал обладателем очень богатой библиотеки, на приобретение книг для которой не жалел денег.
В 11-летнем возрасте остался сиротой — потерял отца, погибшего во время военных действий (мать умерла ранее). Унаследовал громадное состояние и его воспитанием занялся дед, который считал, что умение владеть мечом куда важнее, чем знание латыни.
Жиль полюбил фехтование, соколиную охоту, бешеные скачки по окрестностям родового замка Тиффож (Château de Tiffauges). Пространство для охоты и скачек изрядно увеличилось, когда дед заставил 16-летнего Жиля жениться на Катрин де Туар (по некоторым[каким?] данным — похитил её). Вопрос этот решался непросто, поскольку невеста приходилась жениху кузиной, а Церковь не одобряла браки между близкими родственниками. В итоге брак был всё же разрешён. К владениям семьи прибавилось обширное поместье в Бретани (приданое невесты). К тому же через жену Жиль породнился с будущим королём Карлом VII.

#### Семейные споры

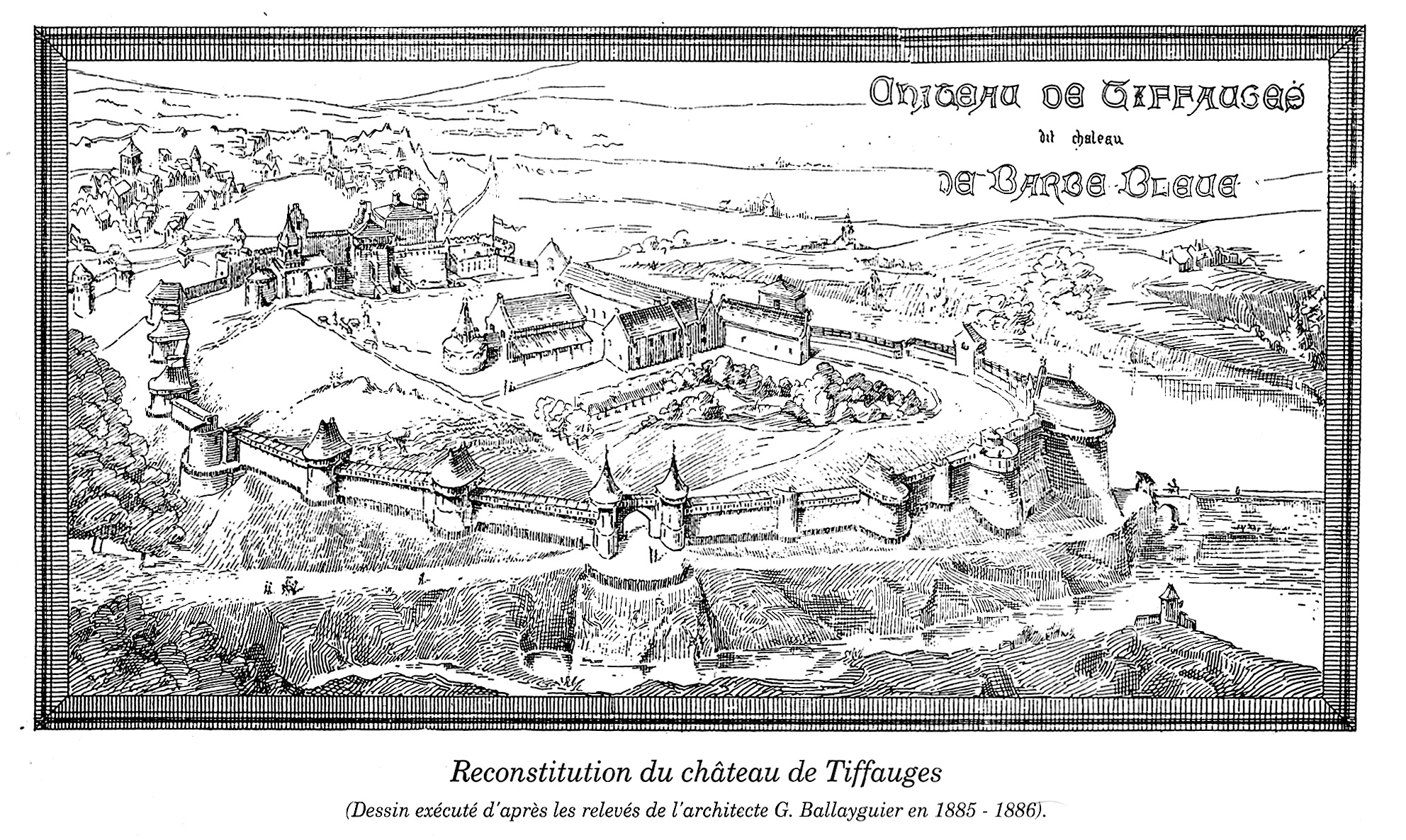
Реконструкция замка Тиффож и его окрестностей архитектором Жоржом Баллейгье, 1886 г.

Споры о наследстве, бывшие распространенным явлением среди дворянских родов того времени, порой приводили к бесконечным и жестоким конфликтам, которые могли «разрывать семьи до такой степени, что ненависть становилась необратимой» (медиевист Валери Турей).
В соответствии с условиями брачного контракта своей дочери Катрин де Туар, Беатрис де Монжан сохранила в качестве приданого ряд владений покойного Миля II де Туара, включая замки Тиффож и Пузож. Жан де Краон и Жиль де Ре надеялись впоследствии вернуть себе наследство, состоящее из всех замков Беатрисы в Пуату · . Однако Беатрис де Монжан снова вышла замуж за Жака Мешена де ла Рош-Айро, бывшего оруженосца покойного Миля II де Туара и камергера короля Карла VII. Этот союз поставил под угрозу планы сеньора де Ла Сюз и его внука, и в результате они поручили капитану Тиффожа Жану де ла Ноэ (или ла Нуэ) похитить Беатрис. Жан де ла Ноэ воспользовался случаем, чтобы также захватить младшую сестру Жака Мешена(). Ошибка эссеиста была дважды воспроизведена в Cahiers Gilles de Rais · ). Беатриса де Монжан была заключена в тюрьму в Лору-Боттро, затем в Шамптосе. Жиль де Ре и Жан де Краон угрожали зашить ее в мешок, прежде чем бросить в реку, если она не откажется от своего приданого · .

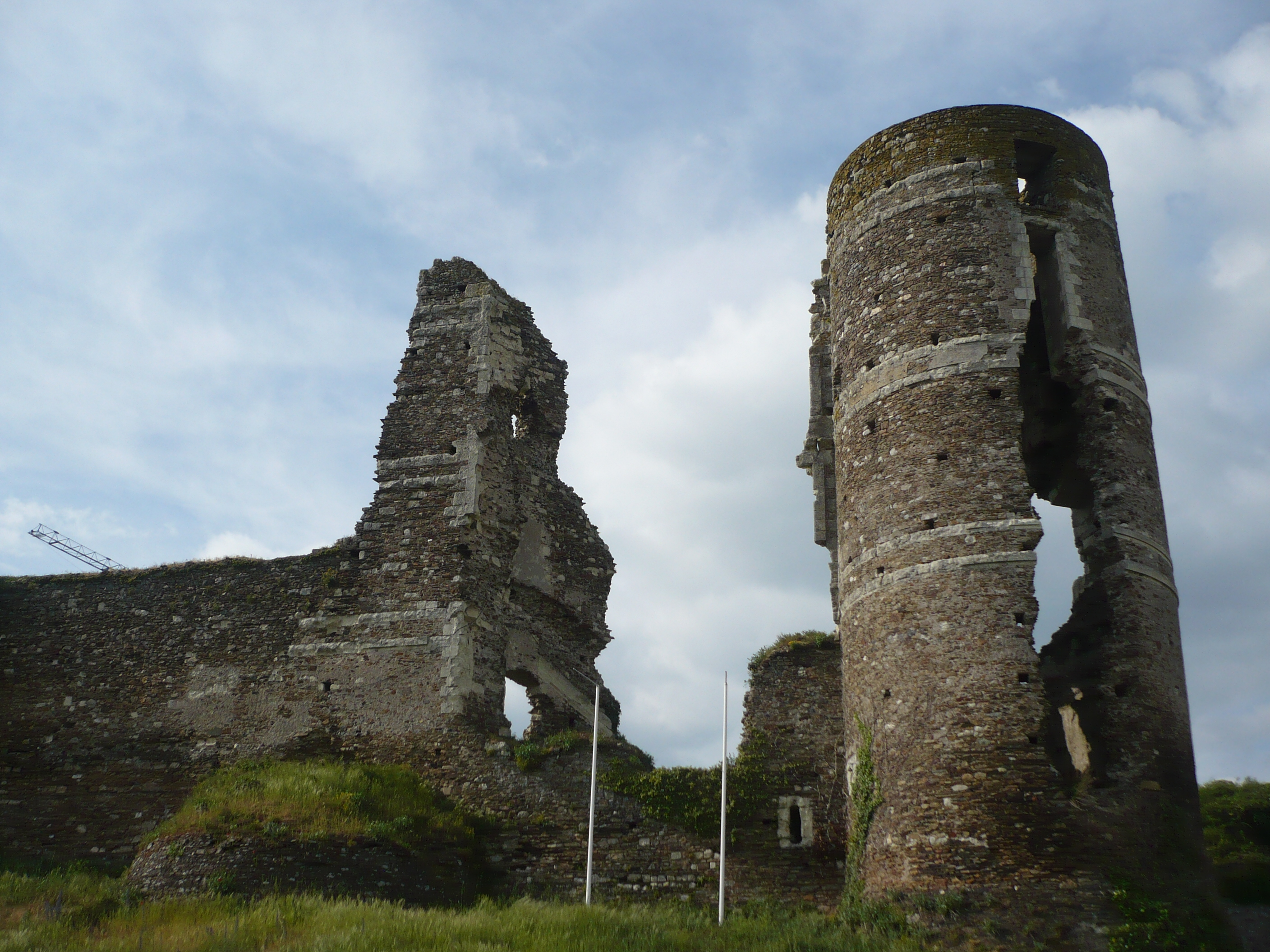
Замок Шамптосе.

Чтобы освободить жену и сестру, камергер Жак Мешен де ла Рош-Эро несколько раз безуспешно вызывал Жана де Краона и Жиля де Ре в парламент Парижа. Жак Мешен отправил судебного пристава в Шамптосе, прежде чем поручить своеу брату Жилю Мешеню возглавить посланников. Жан де Краон заключил в тюрьму всех подателей повестки, включая Жиля Мешена. Тем не менее, сеньор Ла-Сюз согласился освободить Беатрис де Монжан по просьбе своей жены Анны де Силле, которая, к тому же, была матерью пленницы. Остальные заложники были в конечном итоге освобождены в обмен на выкуп, но Жиль Мешен умер несколько дней спустя, вероятно, из-за условий содержания. Младшая сестра Жака Мешена, отправленная в Бретань, была вынуждена выйти замуж за Жирара де ла Ноэ, сына капитана Тиффожа · .
Преследуемые Жаком Мешеном в парламенте Парижа, Жан де Краон и его внук достигли компромисса со своим противником. В рамках сделки, ратифицированной парламентом, камергер решил оставить Пузож, в то время как Жиль де Ре оставил Тиффож. Тем не менее Краон и Ре вымогали Пузож у Жака Мешена под предлогом того, что Катрин де Туар «носит имя [Пузож] в мире». Пока он ехал в Пузож, чтобы проконтролировать выполнение сделки, первый президент парламента Парижа Адам де Камбре подвергся нападению и был ограблен нанятыми Краоном и де Ре людьми. Многочисленные осуждения, которые впоследствии обрушились на них, остались мертвой буквой.

### Титулы, владения и доход

Марки Бретани-Пуату в XV в.

Владелец баронства Ре, которое считалось одним из шести старейших баронств в герцогстве Бретань, Жиль де Ре был одним из самых важных сеньоров западной Франции, в частности, благодаря своим многочисленным поместьям, разбросанным по Бретани, Анжу, Пуату, Мэну и Ангумуа. Историк средневековья Филипп Контамин подчеркивает, что Жиль де Ре «одновременно, благодаря своим феодам, является бретонцем, пуатевцем и анжуйцем»..}}. Кроме того, историк Жорж Пейронне уточняет, что его « сеть семейных и феодальных связей » (включая дома Лаваля и Краона) охватывает большую часть приграничного региона западных марок, труднодоступных из-за влажности океанического климата, характерного для этой местности с рощами и бретонскими болотами, отсюда важность «как более открытых транспортных путей, [долин] Луары и Севра-Нантеза, (...) контролируемых огромными крепостями», такими как замок Шамптосе, где и родился Жиль де Ре. Таким образом, по словам историка Бриса Рабо положение баронства на перекрестке «представляло собой неоспоримое преимущество для торговли и позволяло сеньорам Ре контролировать потоки на главной оси Луары для экономики Бретани и запада Франции в целом».
Как и его отец Жан IV во время споров с Жанной Шабо, герцог Бретани Жан V внимательно следил за своим вассалом. Историк Франсуа Масе указывает: «К югу от Луары, от болот Бургнёф до озера Гран-Льё, баронство Ре контролировало часть границы Пуатвена, другую часть, баронство Клиссон, только что вернулось в герцогский домен. На востоке Шамптосе, за пределами герцогства, прикрывал границу Анжуйского королевства. Хозяин Шатосо и Шамптосе, герцог [смог бы перекрыть] дорогу во Францию.}}

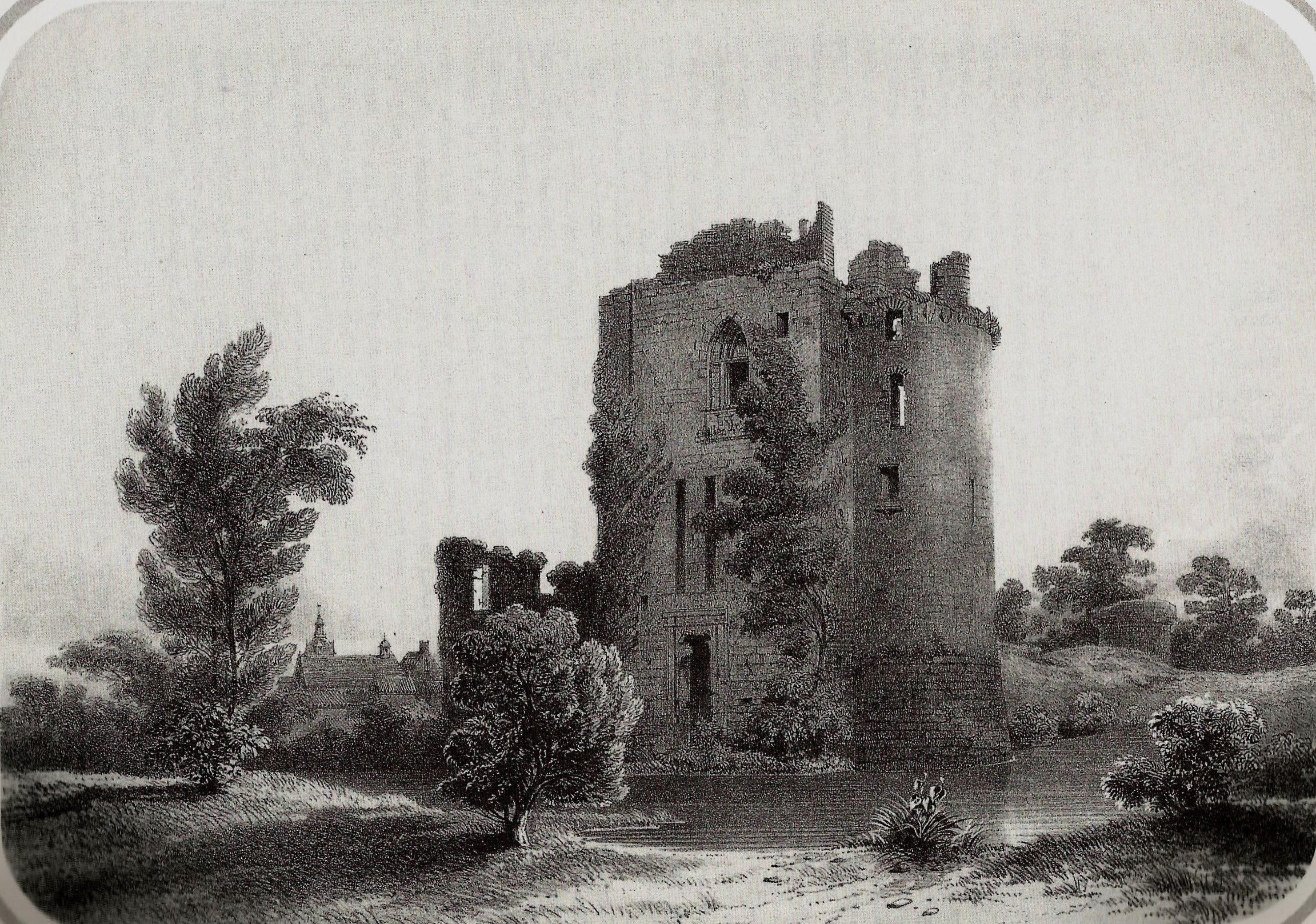
Руины замка Машкуль (гравюра XIX в.).

На «крайнем юге герцогства Бретань», баронство Рец, таким образом, в то время состояло из "обширной группы из примерно сорока приходов, которые простирались между Луарой и общими для Пуату и Бретани марками. Жиль де Ре владел Машкулем — «главой баронства» (кастельянство Машкуль охватывает изначально довольно ограниченную территорию, в основном состоящую из лугов; «с другой стороны, все земли баронства Ре попадают прямо или косвенно под его юрисдикцию». Что касается замка Машкуль, «центра кастельянства, а также всего баронства», он был «главной крепостью к юго-западу от Нанта», мощным пограничным военным опорным пунктом, обычно поручаемым охране капитана. В 1435 г. эту должность занимал Мишель де Силле, брат Жиля де Силле — одного из сообщников, замешанных в убийствах Жиля де Ре) а также кастелянства Кутумье, Бургнеф, Приньи и половина острова Буэн, окружавшие залив Бурнёф. Кроме того, сеньор де Ре владел кастелянствами Принсе, Вю, Порник, Тувуа, Сен-Мишель-Шеф-Шеф, Сент-Этьен-де-Мер-Морт, получал доход от леса Пэмпон, нантского отеля Ла-Сюз и сеньории Ла-Бенат, «которая включает 26 приходов в марке (13 в Бретани и 13 в Пуату)» (среди бретонских владений также были сеньории Жамоньер, Суше, Лору-Боттро, Савене).
Сеньоры Ре получали традиционные доходы от эксплуатации своих лугов, прибыль, важность которой можно оценить в свете размеров баронства Рец. Барон устанавливал долю своих доходов от земли из сборов, выплачиваемых наличными или натурой (либо взятием доли скота или произведённого зерна) арендовавшими феоды простолюдинами. Его «случайный доход зависел от экономической жизни сеньора и, в частности, от сухопутных и морских коммерческих сделок», таких как уплата сборов, связанных с продажей скота, проведением ярмарок и рынков, а также военно-морской деятельностью в заливе Бургнеф, чьи солончаки, вероятно, обеспечивали ему значительную долю дополнительных доходов · . Однако по-прежнему трудно точно оценить важность местной торговли «единственным богатством залива» — солью, а также различные выгоды (рента, десятина, охранные грамоты и т. д.), которые извлекал Жиль де Ре.. Он принял и другие «сеньоральные права фискального характера», такие как банальности, связанные с общим использованием общественной печи или мельницы. Кроме того, 9 июля 1418 года указ герцога Бретани сохранил за ним береговое право «на всей территории Ре, на море и в реке Луаре», несмотря на попытку генерал-лейтенанта Бретани и капитана Нанта лишить его этих прав.

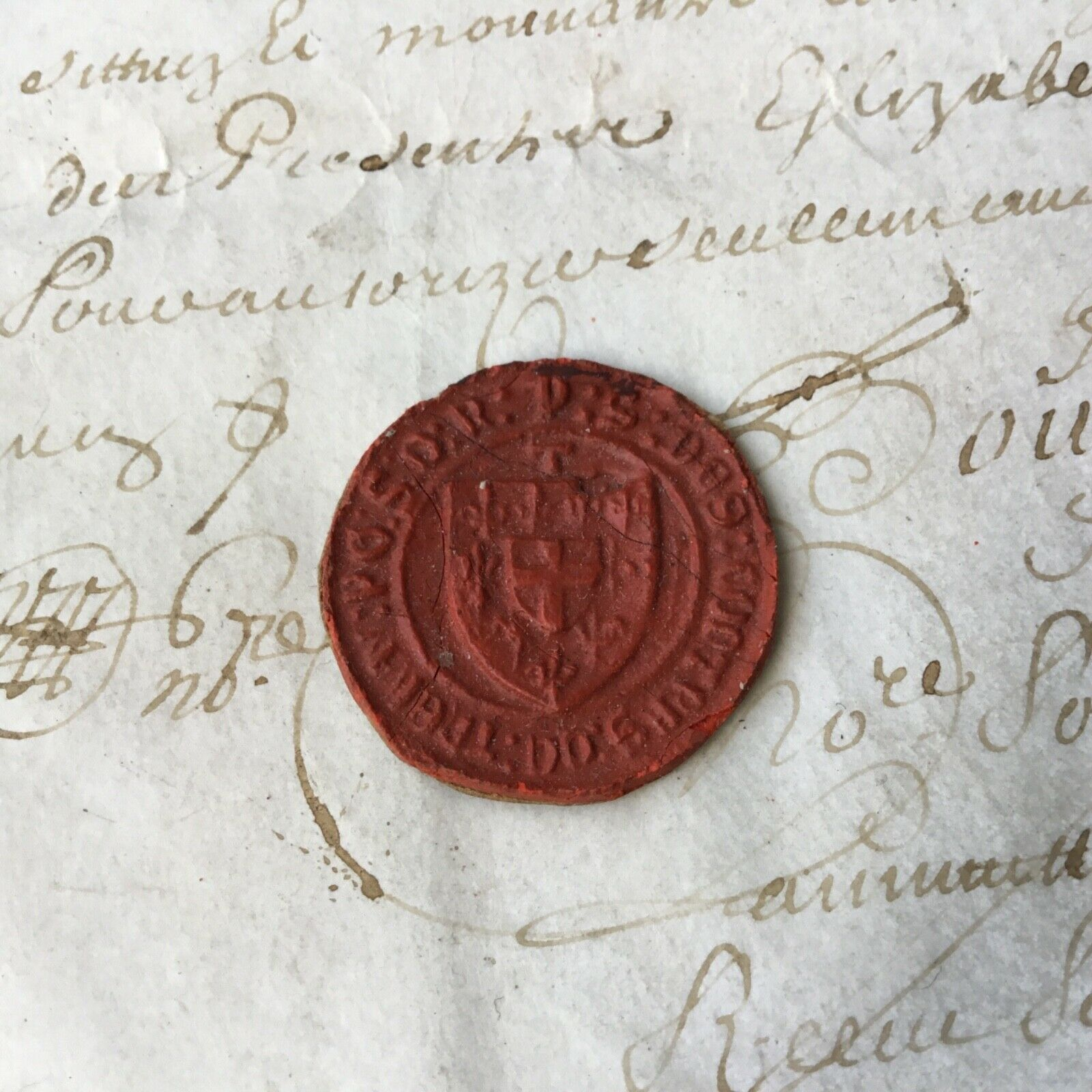
Восковая печать, воспроизводящая одну из печатей Жиля де Ре. В данном случае - имеющая юрисдикцию по контрактам поместья Тиффож.

В герцогстве Анжуйском Жиль де Ре унаследовал поместья Шамптосе и Инграндес, дававшие значительный доход (расположенный между Анжу и границей с Бретанью Шамптосе «простирается от Эпира (...) до Ингранда». Долгое время принадлежавший семье Краон, замок перешел в руки Жиля де Ре после смерти его деда, домен приносил  валовой доход в 5 – 6 тыс. турских ливров (1438 г.), более половины которого поступали от пошлины для шедших по Луаре кораблей), а также сеньории Блезона и Шемелье, баронство Бриолле, сеньории Фонтен-Милон, Грез и Граттекюисс. В Пуату он владеет сеньориями Шенеше, Ла-Вут, Сигон, Клуэ, Шабане и землей Брей-Минго, в дополнение к приобретению путем брака и вымогательства баронства Пузож и сеньории Тиффож (приданое Екатерины де Туар, после пыток ее мужа, будет включать в себя поместья Ла-Мот-Ашар, Ла-Морьер, Де-Шен, Фьеф-Макко и Фаллерон · ). В Мэне владел сеньориями Ла-Сюз, Амбриер и Сент-Обен-Фосс-Лувен, а также землей Пресинье. В Ангумуа — сеньориями Конфолан, Лубер и Шато-Моран В июле 1430 г. Жиль де Ре также провозгласил себя графом Бриенна, но это владение ему не принадлежало (как объясняет историк Франсуа Масе, «новый маршал Франции, направляясь в Реймс, определенно надеялся воспользоваться этим победоносным маршем, чтобы получить отобранные у «коллаборационистов» земли […]. Но эти мечты быстро разбились вдребезги.
Однако вышеуказанный список лишь схематично описывает положение Жиля де Ре на пике его процветания после женитьбы на Екатерине де Туар (1422) и смерти его деда (1432). В дополнение к более или менее значительным отчуждениям, постепенно уменьшавшим наследство, некоторые земли принадлежали его жене, другие переходили к нему только после смерти Жана де Краона, не считая тех, которые он уступил своему брату Рене де Ре, назначив ему долю наследства в 1434 г. Кроме того, его домены не всегда давали хороший доход, поскольку он мог быть по разному обременён: иногда безвозвратными отчуждениями, предоставленными предыдущими баронами в пользу католической церкви вассалов или пользующимися приданым в соответствии с кутюмами вдовами (таким образом в 1462 г. вторая жена Жана де Краона Анна де Силле пользовалась использовала сеньорию Ла Бенат); предполагаемое начало коммерческого упадка солеварен залива Бургнеф ·  ·  ; вызванные войной опустошения и территориальные утраты (в 1420 г. сторонники Пентьевров разрушили замок Ла-Мот-Ашар, в 1423 г. англичане захватили земли де Ре в Ле-Мане: Амбриер и Сент-Обен-Фосс-Лувен), а также потребность содержать укрепления и платить жалование солдатам · постоянная угроза которой требует содержания оборонительных сооружений и выплаты жалованья воинам.
Из-за фрагментарных или неточных архивов · , нелегко точно оценить активы Жиля де Ре, и в частности доходность его поместий, что является предметом разногласий между историками Жаком Эрсем и Матеем Казаку.
1. Преуменьшая состояние и социальный статус маршала[72], Эрс отказывает ему в разряде «великого сеньора» (фр. grand seigneur)[73] утверждая, что представление его «как одного из самых богатых сеньоров Франции» является лишь фигурой речи, легкостью пера, которая не соответствует ничему[74].
2. Матей Казаку оспаривает эту интерпретацию[75] чтобы подтвердить статус Жиля де Ре как могущественного и роскошного великого сеньора. Исследователь ссылается, в частности, на меморандум его наследников, по которому его ежегодный доход составлял 50 тыс. турских ливров (30 тыс. ливров ренты: от 10 до 12 тыс. из наследства Жиля де Ре, от 13 до 14 тыс. из наследства Жана де Краона, от 6 до 7 тыс. приданного Катрин де Туар[76]. Спустя несколько лет после казни Жиля де Ре адвокаты герцога Бретани Франциска II пытались минимизировать эту сумму, по версии Казаку это объясняется тем, что герцог «был (...) вынужден вернуть имущество умершего его наследникам и передать его наследникам компенсацию в размере сумм, полученных в качестве владельца этих владений". Историк приходит к выводу, что в этом отношении аргументы наследников, вероятно, «искренни и учитывают возобновление феодальной ренты, установленной с 1420 г.».[77].}}) и около 20 тыс. давала должность маршала Франции, источник «больших жалований и пенсий короля». Хотя эта сумма остается значительно ниже доходов современных Жилю де Ре великих принцев (фр. grands princes) (таких как герцоги Орлеанские, Бургундские и Беррийские), она, тем не менее, помещает его в высшую категорию, недоступную для подавляющего большинства бретонских феодалов XV в.[78]. Каковы бы ни были оценки, состояния оказалось недостаточно, чтобы поддерживать роскошный образ жизни в течение нескольких лет.[79].

### Участие в военных действиях

#### Возможное участие в гражданской войне в Бретани 1420 г. и первых сражениях Столетней войны

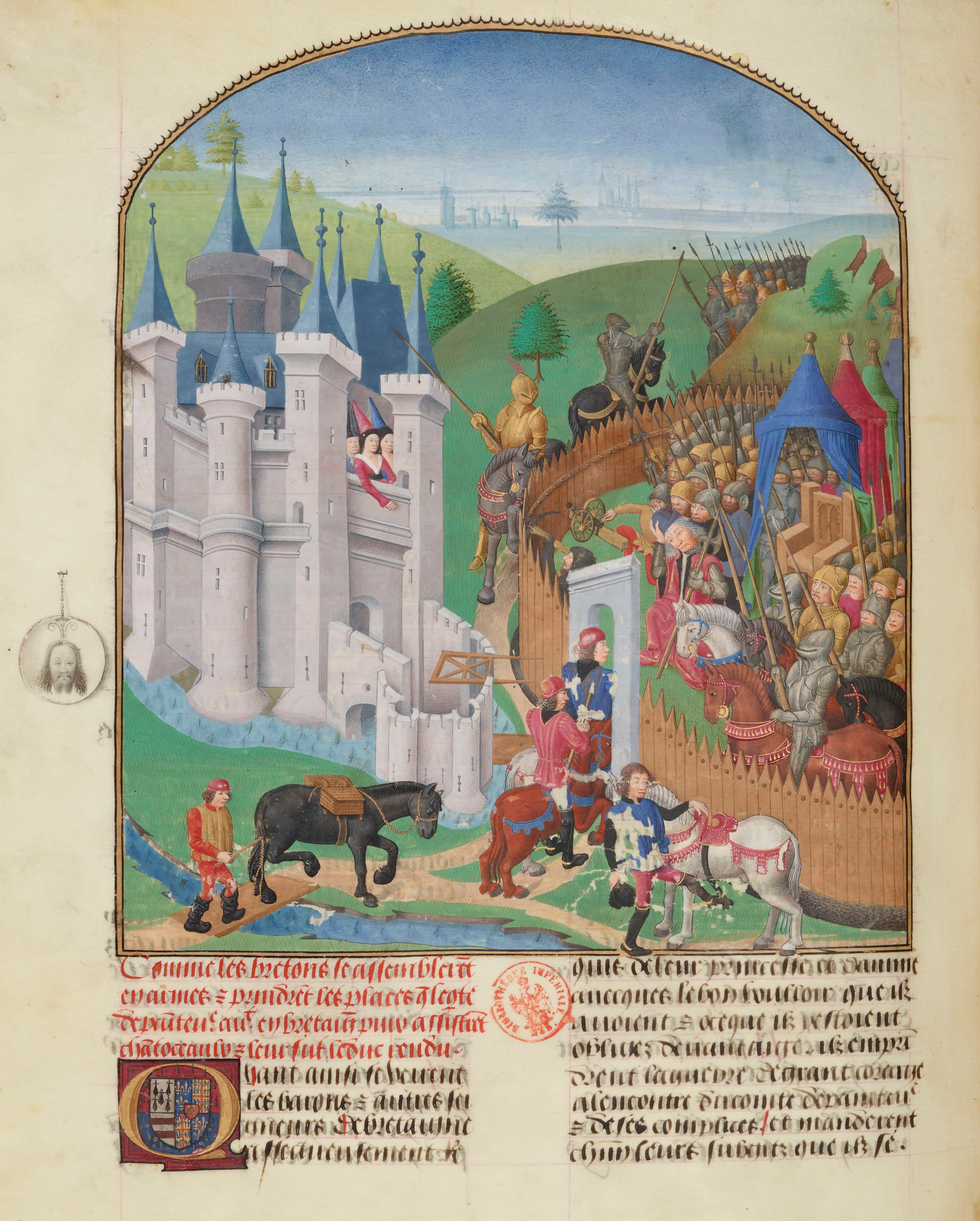
Окончание осады Шамптосо. Пьер ле Бу, Сборник хроник из истории Бретани, XV в. (Национальная библиотека Франции).

После окончания войны за бретонское наследство в 1365 году Бретанью стали править представители дома Монфоров. В в феврале 1420 г. при поддержке дофина Франции Карла потомки их оппонента в эпоху гражданской войны Карла де Блуа-Шатильона дом Пентьевров в лице Маргарита де Клиссон и её сыновей Оливье и Жана де Л’Эгля пленили Жана V в замке Шамптосо · .
Гражданская война снова охватила герцогство Бретань. По призыву вдовы Жана IV Жанны де Дампьер бретонское дворянство сплотилось вокруг Монфоров, включая бывших сторонников Пентьевров, вроде Жана де Краон. 17 февраля 1420 г. он отправился к Жанне, чтобы поклясться в присутствии других сеньоров защищать её и освободить герцога. В отместку солдаты Пентьевров напали на феоды сеньора Ла-Сюза и его внука Жиля де Ре, в частности, разрушив замок Ла-Мот-Ашар · .
16 марта 1420 г. Карл одобрил поступок Пентьевров, но 8 мая приказал братьям передать ему герцога ·  поскольку бунт провалился, а бретонские крепости Пентьевров пали одна за другой. Расположенный в пограничных областях Анжу и Бретани замок Шамптосо был осажден герцогской армией 8 или 10 мая 1420 г. Чувствуя необходимость в едином и неоспоримом командире во время осады, бретонские феодалы попросили англичан освободить бывшего в плену младшего брата Жана V Артура де Ришмона. В конце концов Пентьевры освободили герцога и покинули Шамптосо, оставив после себя компрометирующие дофина документы; крепость была разрушена.

Расширение герцогского домена при Жане V (1400—1428 гг.).

Медиевист Майкл Джонс отмечает, что «ни одно другое событие в Бретани XV века (…) не имело столь серьёзных и широкомасштабных политических и социальных последствий. Оно позволило Жану V и его преемникам продолжить строительство независимого государства, которое уже было достаточно развито, значительно увеличить герцогские владения и щедро вознаградить своих сторонников», предоставив им конфискованные у Пентьевров земли. Следовательно, как только герцог с триумфом вернулся в Нант 12 июля 1420 г., он поблагодарил Жана де Краона и «его [внука] сына де Ре» «за их добрые и выдающиеся заслуги», возместив им потери и наградив их поместьями, конфискованными у побежденных. Молодой Жиль, возможно, совершил свои первые военные подвиги, приняв участие в последнем крупном сражении, но это гипотетическое участие оспаривается ·  ·  ·  · . Также возможно, что Жан де Краон и его внук затем вошли клиентуру освобождённого Артура де Ришмона..
Королевство Франция пережило череду политических и военных катастроф после второго этапа Столетней войны с Англией, параллельно пребывая в тисках гражданской войны между арманьяками и бургиньонами.. Королю Англии Генриху V наконец удалось утвердиться в качестве зятя и наследника короля Франции Карла VI благодаря ратификации договора в Труа в мае 1420 г. Со своей стороны, осведомленный о связях дофина Карла с Пентьеврами, Жан V тем не менее лавировал между арманьяками и англичанами с целью сохранить независимость герцогства, что не помешало ему подписаться в июне 1422 г. под заключённым этим документом «окончательным и всеобщим миром» · .
Однако смерть короля Генриха V 31 августа и Карла VI 21 октября поменяла ситуацию: теперь Ланкастеры претендовала на «союз двух корон» в лице младенца Генриха VI, на период его несовершеннолетия регентом Франции становился младший брат Генриха V герцога Бедфорда Джона Ланкастерского; одновременно с этим единственный сын Карла VI дофин Карл провозгласил себя королем Франции под именем Карла VII и продолжил войну против англичан. Во время этих неурядиц Жан де Краон и Жиль де Ре, возможно, приняли участие в победе при Ля Броссиньер 26 сентября 1423 года, а затем в битве при Вернёе 17 августа 1424 года. Хотя ни один источник не подтверждает этого, хартист Матей Казаку выдвигает эту гипотезу на основе трёх аргументов: важного положения Краона и его внука как вассалов герцога Анжу Людовика III, заботе о защите своих анжуйских владений от англичан и засвидетельствованном присутствие в битве при Вернее нескольких их родственников. В любом случае, кровавое поражение французов при Вернее изменило политическую ситуацию, завершив военную катастрофу при Азенкуре, которая произошла почти десятью годами ранее.

#### Франко-бретонский союз

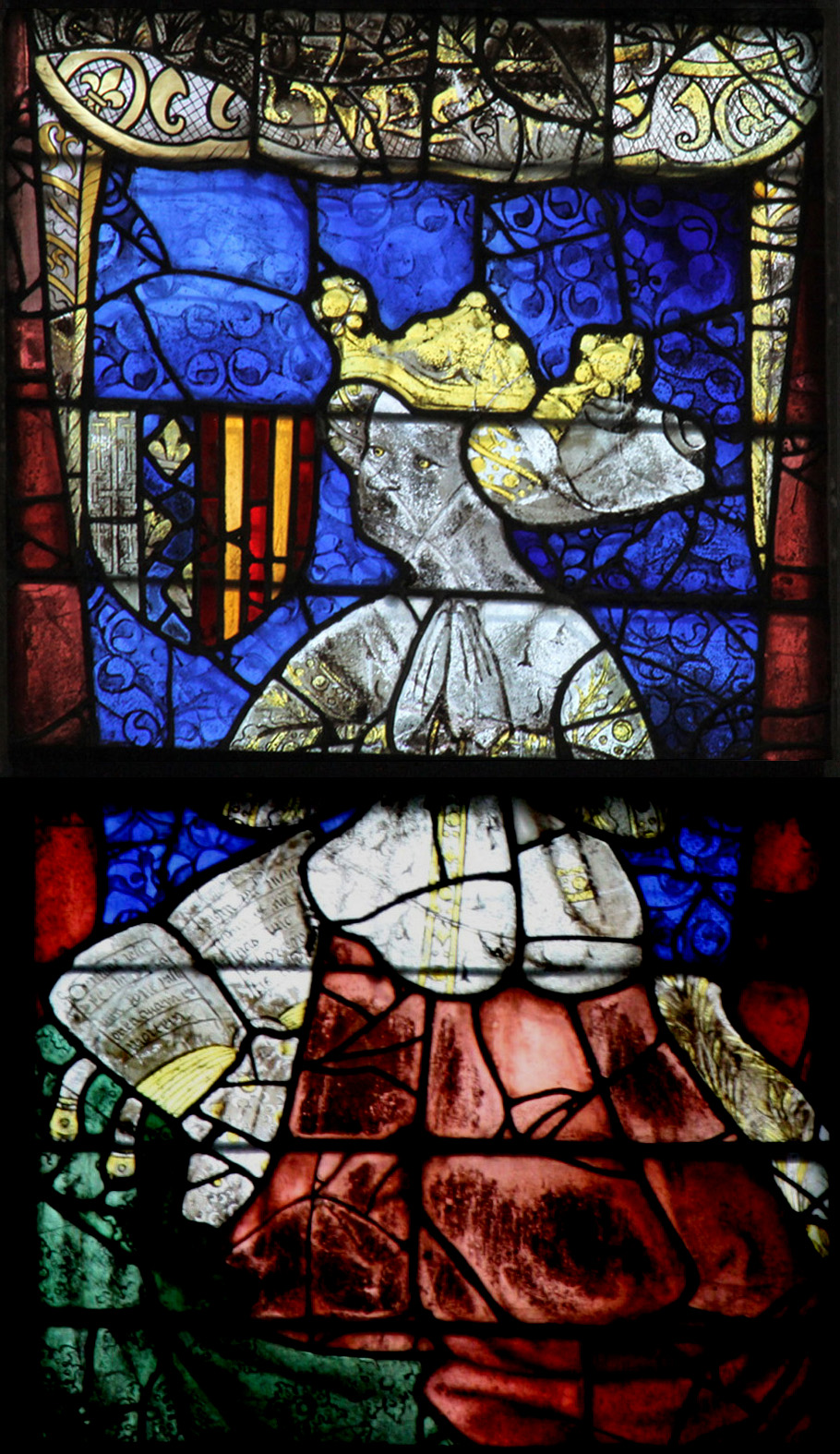
Йоланда Арагонская.

Пребывая в ослабленном положение Карл VII был вынужден искать поддержку. Обеспокоенная интересами своего дома, герцогиня Анжу и глава младшей ветви королевской династии Валуа Иоланда Арагонская «не без нюансов» поддержала своего зятя Карла VII · , с 1423 г. с помощью своего вассала Жана де Краона начала работать над сближением Франции и Бретани. · . Хотя дед Жиля де Ре был богатым и важным анжуйским сеньором, держателем многих поместий в Ле-Мане, Анжу и Бретани, его влияние при герцогском дворе Анжу, по-видимому, начало проявляться только в 1423-1424 гг, прежде он охотнее оставался в Бретани и даже имел юридические споры с герцогами Анжуйскими относительно графства Бриенн и земель семьи Руси в графстве Шампань.

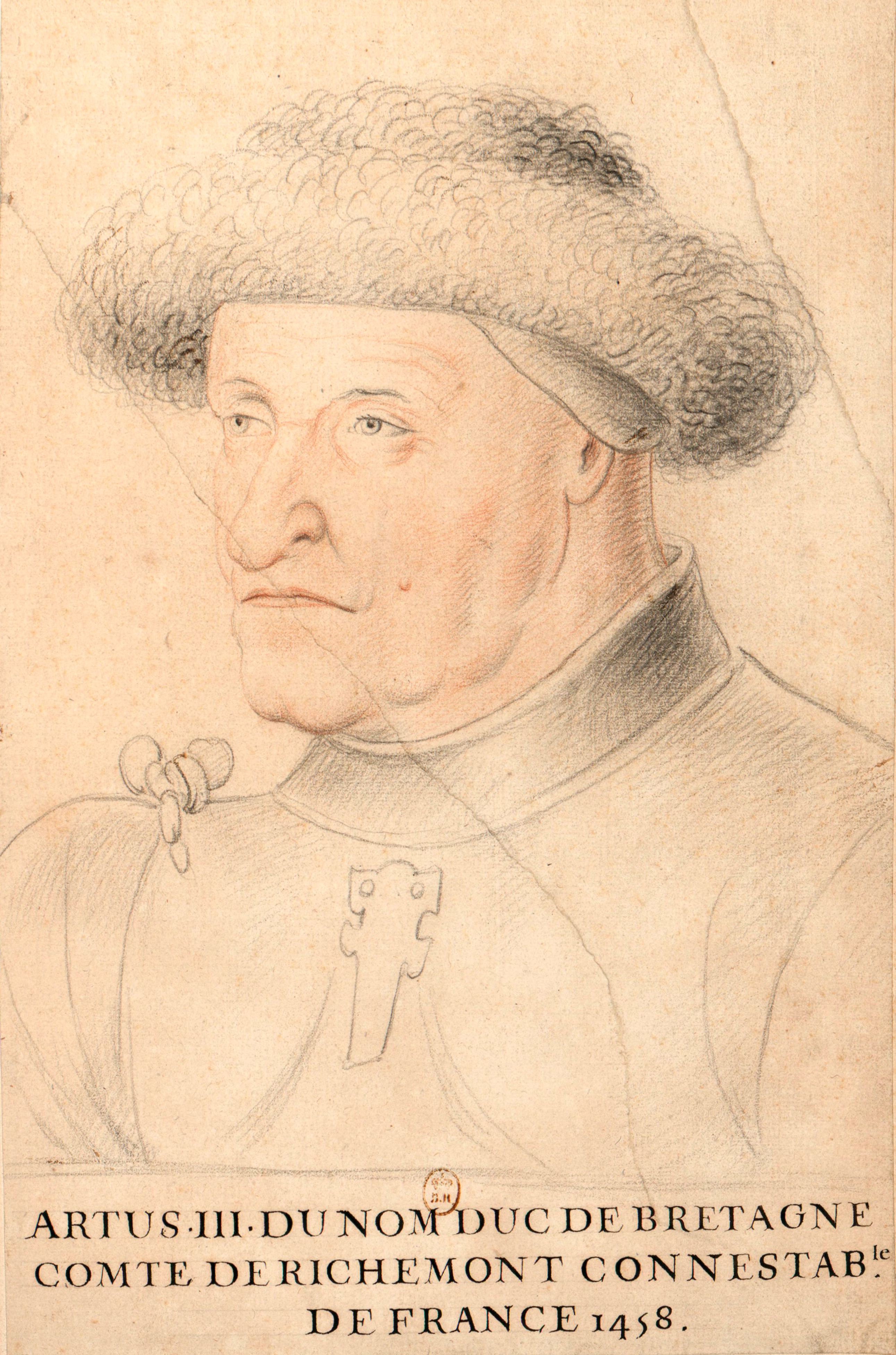
Артур де Ришмон.

В марте 1425 г. Иоланда наконец возвела Артура де Ришмона в ранг коннетабля Франции, бывшего «главнокомандующим армиями после суверена».}} Таким образом, Карл VII начал курс на сближение Франции с герцогствами Бургундии и Бретани с целью восстановления гармонии между принцами, привлечения крупных феодалов в Королевский совет и продолжения войны против англичан. Среди прочих уступок Карл VII удалил из Совета обвиняемых в причастности к убийству Жана Бесстрашного 1419 г. и заговору Пентьевров 1420 г.. В июле 1425 года Карл VII отправил Жана де Краона и других послов к герцогу Бретонскому, чтобы официально сообщить ему об отставке королевских советников. После консультации со штатами, Жан V согласился встретиться с государем «на реке Луаре, между Анжером и Туром.}} В сентябре 1425 г., в сопровождении многочисленных сеньоров, включая Жиля де Ре, герцог отправился в анжуйский Сомюр. В свою очередь, Карл VII в сопровождении Ришмона прибыл туда для подписания договора о союзе с Жаном V 7 октября 1425 г. в присутствии Иоланды · .Первая зарегистрированная встреча между Жилем де Ре и королем Франции состоялась по случаю праздников и советов в Сомюре (Однако 16 января молодому барону был пожалован королевский подарок в размере 200 ливров; следовательно, он мог появиться при странствующем дворе Карла VII еще до подписания договора.}} ·  · ).
24 октября 1425 года, подтверждая дарение сеньории Партене Артуру де Ришмону, король потребовал от своего коннетабля вернуть сеньору Ре некоторые «земли, существующие в стране Бретань», а именно бывшие поместья покойного отца жены Жиля Миля де Туара, Аббат Артур Бурдо приводит эту деталь «для обозначения отношений между Ришмоном и Жилем де Ре», иллюстрируя, по его словам, защиту интересов барона агентами Карла VII.
В марте 1426 года коннетабль Ришмона потерпел поражение от рук англичан под стенами Сен-Жак-де-Бёврон · . Упоминаемое некоторыми исследователями присутствие Жиля де Ре в этой битве не подтверждается ни одним источником . Произошедшее в конце битвы похищение Ришмоном епископа Нанта и канцлера бретонского герцога Жана де Малеструа трактовался по разному: по словам хрониста Ришмона Гийома Грюэля, пленение произошло из-за того, что канцлер, якобы подкупленный англичанами, задержал выплату жалованья латникам, тем самым способствуя поражению · . Но это может быть допущенной хронистом путаницей, в сочетании с клеветой Ришмона, направленной на маскировку его собственных военных недостатков. В любом случае, этот эпизод позволил стороннику невиновности Жиля де Ре Соломону Рейнаху очернить епископа в 1905 г., выдвинув против будущего судьи на первый план обвинения в измене и англофилии, выдвинутые [n. Историк последовательно формирует образ французского героя войны, ставшего жертвой армориканского трибунала, которым руководил преступный епископ, таивший «самые темные замыслы и самые давние обиды»..}} Напротив, историк Ноэль Валуа утверждает, что представление о взаимной ненависти между Жаном де Малеструа и лордом Ре является «чистой фантазией»: помимо неопределенного присутствия Жиля в войске Ришмона, сомнительно, что епископ Нанта питал особую неприязнь к молодому барону среди всех других бывших тогда бретонских феодалов. Более того, «сильная личность», внимательная к автономии и суверенитету герцогства Бретань · , как подчеркивает Ноэль Валуа, канцлер Малеструа оставался «инструментом герцогской политики»; в деле Жиля де Ре, как и во всем остальном, епископ консультировался с Жаном V.
В сентябре 1426 года коннетабль Ришмона снова потерпел поражение во время стычки у острова Мон-Сан-Мишелем. 15 января 1427 г. герцог Бедфорд от имени Генриха VI объявил войну герцогу Бретонскому. Английские военачальники Джон Толбот и Ричард де Бошан осадили нормандский город Понторсон, укрепленный и занятый бретонскими латниками коннетабля Ришмона. Капитуляция состоялась 8 мая 1427 г., при этом Жан V и его брат смогли спасти осажденных.

#### Партизанская война против англичан в Мэне
В июне 1427 года Жорж I де Ла Тремуй, лорд Сюлли, стал великим камергером короля Карла VII · .Дальний родственник Жиля де Ре по линии Краона, лорд Сюлли взял верх в королевском совете, в то время как коннетабль Артур де Ришмон в конечном итоге впал в немилость после своих неудач, как военных так и политических, из-за отсутствия результатов в результате союза с герцогом Бретонским. Поссорившись с королем, Ришмон сохранил должность коннетабля, но покинул двор. Не вступая в союз с англичанами, он вступил в вооруженный конфликт с великим камергером. Подвергнувшийся английским нападениям Жан V в июле 1427 г. повел переговоры с герцогом Бедфорд, и 8 сентября признал договор в Труа и приказав своим вассалам прекратить борьбу · . Наряду со своими родственниками из рода Лаваль, а также виконтом Аленом де Роганом и епископом Сен-Мало, Жиль де Ре был одним из самых знатных бретонских лордов, которые не подчинились своему сюзерену, оставшись верными королю Франции).
Наряду с переменами при дворе Карла VII, англичане снова угрожали границам герцогства Анжуйского в ходе завоевания графства Мэн с 1424 по 1425 гг. · .Герцог Джон Бедфорд получил герцогство Анжуйское и графство Мэн по акту от 21 июня 1424 г. и подтвержденному в Руане Генрихом VI 8 сентября 1430 г.. Поместья домов Лаваль и Краон, из которых происходил Жиль де Ре, были, таким образом, напрямую подвержены набегам. 19 июня 1427 г. Иоланда Арагонская назначила своего советника Жана де Краона генерал-лейтенантом в Анжу и Мэне · . Вероятно, в этом случае сеньор де Ла-Сюз предоставил своему внуку военного наставника в лице сеньора Мартинье-Бриана Гийома де ла Жюмельера, , также советника Иоланды Арагонской. Куриальное влияние его семьи, по-видимому, укрепило приверженность Жиля войне против англичан на окраинах Мэна, что привело к назначению молодого барона капитаном поместья Сабле от имени герцога Анжуйского.
Сеньор Ре, вероятно, начал распоряжаться своим состоянием сразу после освобождения, в возрасте 20 лет, для борьбы с англичанами нанимая войска и разведчиков. Хроники упоминают имя молодого барона вместе с именами других капитанов короля со второй половины 1427 г.. Вместе со своим родственником сеньором Бомануара Жаком де Динаном и рыцарем Амбруазом де Лоре Жиль де Ре вел партизанскую войну}}) на границах графства Мэн ·  · . Эта тактика преследования английских войск позволила французским капитанам штурмовать крепость Рамефор в Женне (Ныне разрушенный замок Рамефор (ранее Рейнефор, Реннефор, Рамессорт или Ромфор в соответствии с изменявшимся написанием того времени) стоял в Жене, в настоящее время Жен-сюр-Глез, в кантоне Бьерне в Майенне). Как только они взяли под контроль крепость, сеньор Ре и другие капитаны сдержали свое обещание пощадить английский гарнизон, но приказали повесить людей «французского языка», которых они там обнаружили, что могло быть проявлением «сильного национального чувства» по отношению к бойцам, считавшимся «отрёкшимися французами» (в дополнение к термину «отрёкшиеся французы», которое встречается в некоторых источниках, Journal du siège d’Orléans называет сторонников союза двух королевств фальшивыми французами).
Сеньоры Ре, Лоре и Бомануар после очередного набега отбили у англичан замок Маликорн (согласно собранному в 1461 или 1462 гг. свиетельствам оруженосца сеньора Аленса Жана "(…) он был на войне в компании упомянутого покойного сеньора Рея и помог взять места и крепости Рамеффор, Маликорн и Ле Люд, которые тогда удерживались и были заняты беспокойными врагами этого королевства ангичанами). Как и при взятии Рамефорта, капитаны казнили говоривших по-французски осаждённых · . В день, также неустановленный из-за путаницы в хронологии средневековых хроник:
- Упоминая о взятии англичанами замка Шато-дю-Люд в 1425 году, согласно датировке, установленной Рене Планшено[172], медиевист Мишель Ле Мене замечает, что "хронология военных событий в 1425—1426 годах особенно неопределенна[173].
- Более того, крепости могли быть последовательно взяты штурмом, потеряны, а затем отвоеваны из-за слабости гарнизонов или «бесконечных неудач местных сеньоров, которые часто принадлежали к конкурирующим группам», отмечает средневековый историк Борис Бове[174]. Отвоевания Рамфора и Маликорна капитанами, поддерживавшими Карла VII, могли иметь место в апреле 1427 года во время английской осады нормандского города Понторсон, другими словами, ещё до официального назначения Жана де Краона генерал-лейтенантом в Анжу и Мэне. Фактически, в зависимости от интерпретации каждого автора, Рамефор и Маликорн были отвоеваны до или после Шато-дю-Люд.
- Аббат Артур Бурдо считает назначение Жана де Краона на должность генерал-лейтенанта в Анжу и Мэне (июнь 1427 г.) отправной точкой для военного участия Жиля де Ре в регионе Ле-Ман[91]. Затем аббат ссылается на хроники Жана Шартье и Жана де Бурдинье, чтобы уточнить, что крепости Рамефор, Маликорн и Ле-Люд были хронологически «завоеваны под управлением Ла Тремуйля», последний стал главным камергером короля в июне 1427 г[175].
- Однако, согласно мандату короля Генриха VI от 28 июня 1427 г., Уорик отправил Джона Фастольфа в графство Мэн в апреле 1427 г. для спасения гарнизона замка Маликорн. Английский военачальник впоследствии взял определённое количество копейщиков и лучников из числа войск, тогда осаждавших Понторсон[176]. По словам историка Рене Планшено, упомянутая осада Маликорна относится к осаде, которую вел Жиль де Ре и его соратники; более того, он утверждает, что завоевание Рамефорта предшествовало завоеванию крепости Маликорн, даже ранее сдачи Понторсона 8 мая 1427 г.[177].

Три товарища по оружию и их войска захватили Шато-дю-Люд. Командующий гарнизоном английский капитан Уильям Блэкберн, был убит или взят в плен
- летописец Жан Шартье кратко упоминает о смерти капитана „Блакберна“ во время взятия Шато-дю-Люд, не уточняя обстоятельств[179]
- В трактате о военном искусстве Le Jouvencel, и полуавтобиографияческом отчёте, вдохновленном жизнью Жана V, Блакберн был спасён сеньором Брунса Анри де Вильбраншем[180][181].
- В хронике Эдварда Холла „Союз двух благородных и прославленных семейств Ланкастеров и Йорков“ (1542) сообщается, что Блэкберн был взят под стражу с целью получения выкупа, а все его солдаты были убиты[182] ; Хотя хроника и была написана поздно, она включает в себя некоторую информацию, вероятно, исходящую от современника Генриха V Пьера Бассе.[183]
- В XIX в. писатель Поль Лакруа в одном из своих исторических рассказов писал, что Жиль де Ре убил капитана Блэкберна собственной рукой во время штурма[184]. Приняв это фантастическое утверждение за чистую монету, аббат Боссар далее изобразил барона как лидера взбиравшихся на стены нападавших.[185]. Эмиль Габори вообще упрекает Боссара в том, что он слишком сильно поддался влиянию Лакруа[186]. Лакруа, а затем и аббат, тем не менее, положили начало ошибочной традиции, которую несколько авторов (включая самого Габори, в данном случае) увековечат[187] · [188] · [189] · [190] · [191] · [192] · [193] · [194], и даже усилят добавлением воображаемого подвига: Жиль де Ре расколол Блэкберна надвое[195] · [196].
- Ссылаясь на противоречивые версии «Le Jouvencel» и хроники Жана Шартье, Морис Термо считает подвиг барона «сомнительным»[197]. Матей Казаку придерживается «Le Jouvencel», считая этот рассказ достоверным свидетельством на том основании, что Жан де Бюэйль был среди осаждавших[198]. Однако, не упоминая конкретно судьбу капитана Блэкберна, средневековый историк Филипп Контамин настаивает на идеализированном характере войны, изображенной в «Le Jouvencel»: "свежая и радостная война, чистая война, полная противоположность «грязной войне», вежливая и рыцарская война. Никто не имеет права подвергать врага допросу (пыткам), чтобы заставить его признаться. Охранные грамоты должны соблюдаться любой ценойЭ[199].

Весной 1428 года сеньор Ре внес тысячу золотых крон в оплату огромного выкупа за своего кузена Андре де Лаваля-Монморанси взятого англичанами 16 марта 1428 года во время осады Лаваля. В лице брата Ги XIV, матери Анны и бабушки Жанны молодого пленника, семья Лаваль обязалась возместить «очень дорогим и любимым кузенам и большим друзьям», которые способствовали его освобождению · .

#### Союз с великим камергером Жоржем де Ла Тремуем

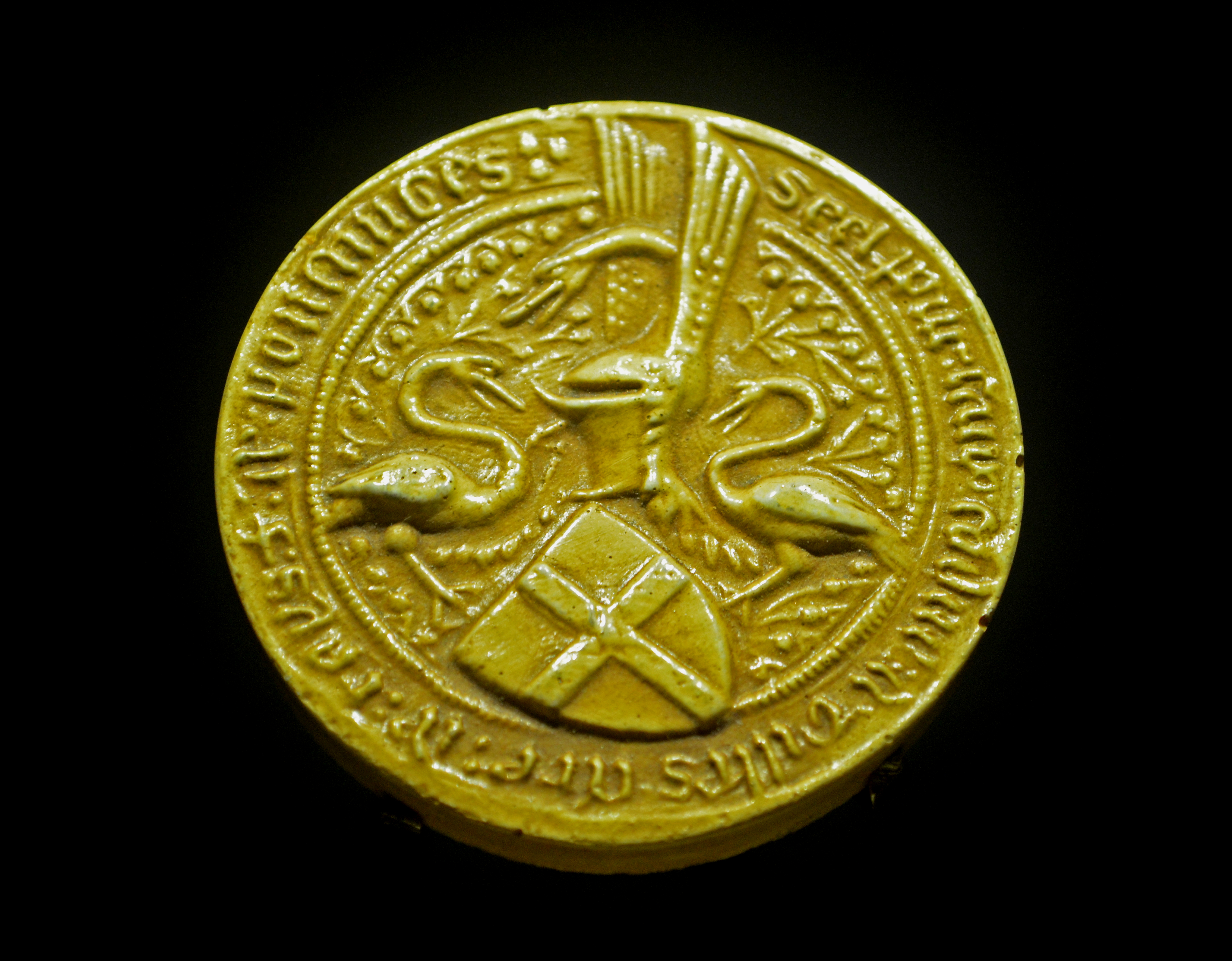
Печать «охранной грамоты» Жиля де Ре. Идут споры о её подлинности..

Вероятно, 23 февраля 1429 г. Жанна д'Арк прибыла в Шинон из Вокулера, чтобы поговорить с королем. Жиль де Ре тогда присутствовал в замке Шинон ·  как и другие капитаны, составлявшие свиту Карла VII во время этих войн · . Месяц спустя, письмом от 8 апреля 1429 года, подписанным его рукой и скрепленным его печатью, молодой барон заключил союз со своим кузеном Жоржем I де Ла Тремуйлем, обязуясь служить ему всей своей властью «до самой смерти и на всю жизнь, по отношению ко всем и против всех сеньоров и других, без исключения (По словам Филиппа Контамина, этот отрывок «без каких-либо исключений» относится, среди прочего, к Жану V и Иоланде)…, в благосклонности и любви короля ·  · .}} Таким образом, великий камергер продолжил свою стратегию двусторонних союзов, заключенных с членами знати с целью консолидации своей политики, сохранения своего хрупкого положения у короля и защиты себя от заговоров, подстрекаемых коннетаблем Ришмоном и его союзниками.

Королевство Франция в 1429 г.

В свете по сути негативного образа Ла Тремуйля в историографии Жанны Д'Арк, ·  ·  ·  · , союз между бароном де Ре и великим камергером долгое время трактовался неблагоприятно, поскольку воспринимался исключительно через призму миссии Жанны д'Арк. Таким образом, сеньор Тиффож обычно гораздо больше изображается как «человек}}" влиятельного Ла Тремуйля, чем как соратник Девы ·  ·  ·  · . Однако подвергать сомнению «абсолютную преданность или предательство, преданность или безразличие» Жиля по отношению к Жанне д’Арк равносильно постановке «ложной проблемы», утверждает историк Жак Эрс: «Главное — не пытаться выяснить, каковы были истинные чувства, наклонности и намерения сеньора Ре, маршала Франции, одного из капитанов королевской армии; это неизбежно является результатом домыслов […]», поскольку Жиль, всегда «идущий вслед за фаворитами», не находился бы на самом высоком уровне принятия решений.
Однако историк Матей Казаку не согласен с интерпретациями, которые сводят Жиля де Ре к роли подчиненного Ла Тремуйлю. Исследователь указывает, что контракт между двумя мужчинами связан с сетью союзов, созданных великим камергером помимо прочих угроз для защиты от заговоров, разжигаемых Луи д’Амбуазом. Поэтому Казаку полагает, что Жиль поставил бы себя в положение vis-à-vis Ла Тремуйля, сопоставимое с положением других его союзников — герцога Алансона Жана II, графа Клермона-ан-Бовези Карла I де Бурбона и графа Фуа Жана I. Более того, некоторые враждебные великому камергеру тезисы — систематическое противодействие Жанне д’Арк, двуличие из-за семейных связей и переговоров с бургундцами… — были опровергнуты или квалифицированы медиевистами Филиппом Контамином и Оливье Бузи · . В любом случае и несмотря на свою важность, политическая роль Ла Тремуй остается малоизученной из-за отсутствия конкретных исследований персоны, работ, которые позволили бы нам в дальнейшем контекстуализировать действия Девы (Филипп Контамин отмечает, что "[мы] видели бы вещи более ясно, если бы у нас были более подробные биографии таких людей, как Робер Ле Масон, Рауль де Гокур, Реньо де Шартр и особенно Жорж де Ла Тремуй (систематическое изучение их связей было бы весьма поучительным) или Жиля де Ре.
С 1429 года Жиль де Ре начал заседать в Королевском совете но он появлялся там только эпизодически между 1429 и 1434 годами, будучи занятым в других местах своими военными обязательствами или по другим причинам. Его титул советника короля, возможно, был только почетным. Его также описывают как камергера короля · . В рамках попытки франко-бретонского дипломатического сближения, вероятно, поддержанного Ла Тремуйлем (Филипп Контамин предполагает, что сеньор Ре, вероятно, был «человеком Ла Тремуйля». Тем не менее историк полагает, что Жиль в этот период «несомненно был одним из самых решительных — и самых активных — сторонников сближения Франции и Бретани».), он написал в апреле 1429 г. Жану V с призывом усилить формируемую в Блуа армию с целью оказания помощи Орлеану · .

#### Совместные походы с Жанной Д'Арк

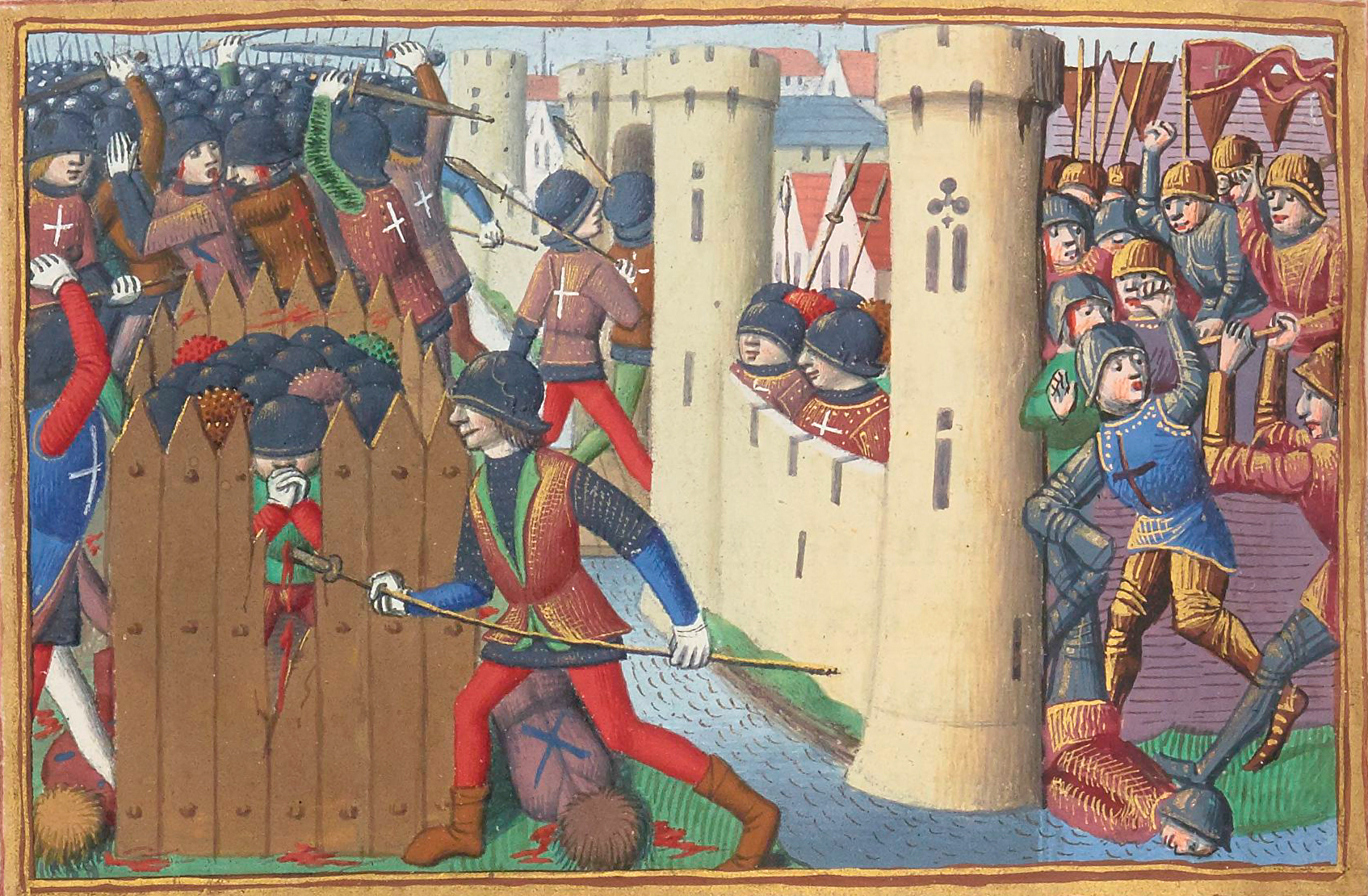
Французские войска снимают осаду Орлеана.

В то же время, после допроса докторами теологии в Шиноне, а затем в Пуатье, Жанна д'Арк получила разрешение сопровождать армию помощи, собранную в Блуа. 25 апреля 1429 года Дева отправилась в этот город, чтобы найти готовый конвой с продовольствием, оружием и боеприпасами, а также эскорт из нескольких десятков латников и рабочих под командованием Жиля де Ре и Жана де Бросса, маршала Буссака. В отряд входила рота анжуйцев и мансо, оплачиваемая бароном де Ре, который «является здесь в центре устройства, кроме того [...] скромного.}}
Конвой отправился 27 апреля, следуя по Луаре на левом берегу. Узнав о ее прибытии, Бастард Орлеанский — член Королевского совета и фактический глава Орлеанского дома}} покинул осажденный город, переправившись через Луару на лодке, чтобы встретиться с Жанной в ночь с 28 на 29 апреля. Несмотря на мольбы Девы немедленно атаковать англичан, Бастард убедил её войти в Орлеан с припасами и двумястами «копьями», в то время как остальная часть эскорта, включая его лидеров Жана де Бросса и Жиля де Ре, вернулась в Блуа. Утром 4 мая Жиль де Ре и адмирал Луи де Кюлан вернулись в Орлеан с остальными войсками, собранными в Блуа. Таким образом, барон де Ре способствовал снятию осады города англичанами, в частности, взятию Бастилии Сен-Лу 6 мая. Вместе с другими «рыцарями, оруженосцами и воинами» он сопровождал Деву, когда она докладывала королю о снятии осады ·  · .

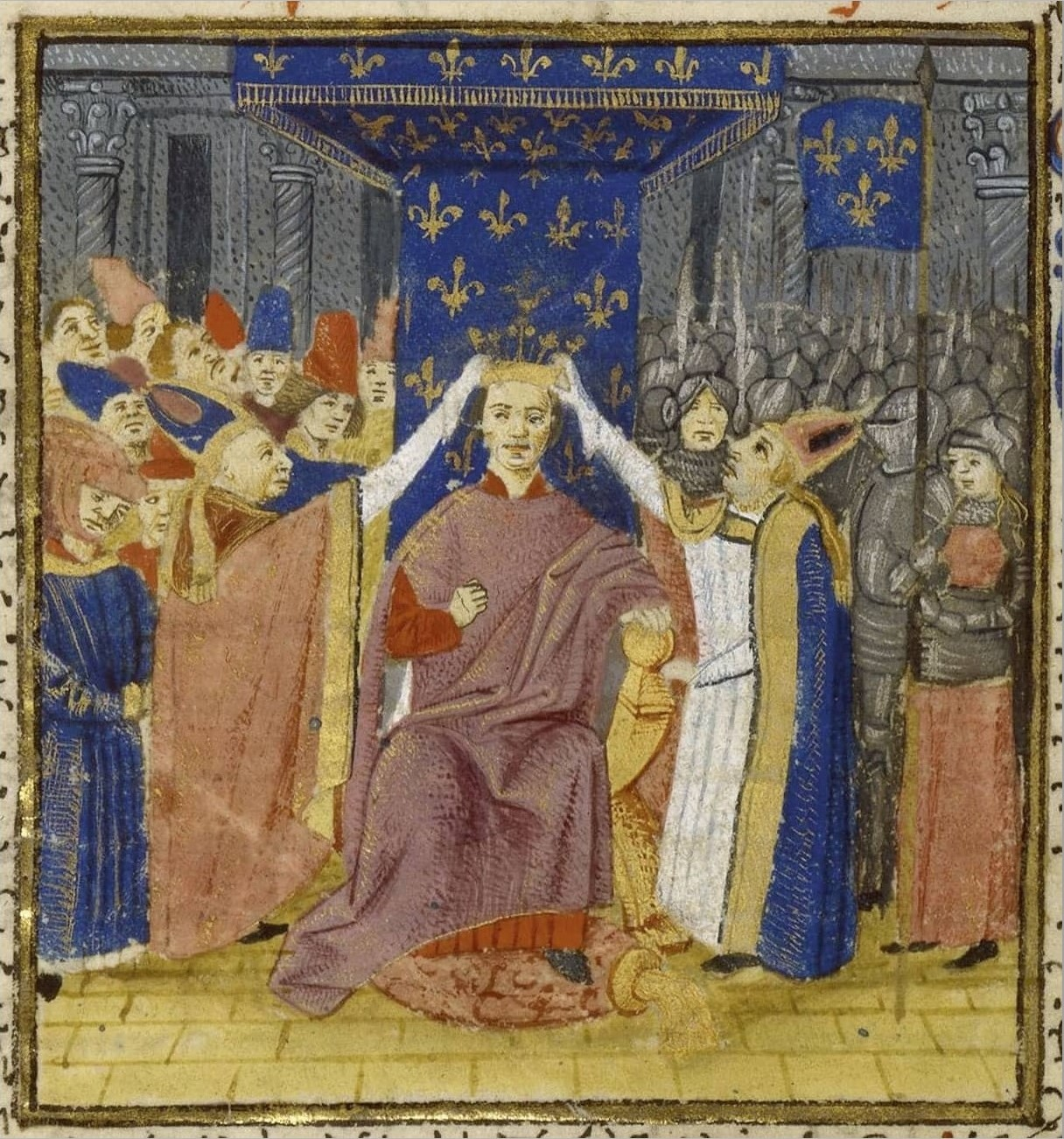
Коронация Карла VII в Реймсе.

По настоянию Жанны д’Арк Карл VII наконец согласился отправиться короноваться в Реймс. В результате в Сель-сюр-Шер с целью вернуть захваченные англичанами летом1428 г. крепости Луары была собрана большая армия от 5 до 8 тыс. Престиж Девы укрепил положение Карла, и многие из его вассалов поспешили вернуться к исполнению военного долга. Не будучи вызванными, кузены Жиля де Ре Лаваль, Ги XIV и Андре де Лоэак, отправились в Лош 6 июня 1429 г., где встретились с молодым дофином Людовиком, а затем на следующий день встретились в Сент-Эньяне с его отцом, который поблагодарил их за визит. Два брата Лаваль прибыли в Сель в понедельник, 8 июня 1429 года, где Дева оказала им теплый прием. Жиль де Ре вскоре присоединился к своим кузенам в тот же понедельник, а другие бойцы стекались в последующие дни · . Карл VII доверил командование Луарской армией принцу крови, герцогу Жану Алансонскому (рассматривая альтернативный кандидатуры командовавших в то время королевской армией историк Ксавье Элари приходит к выводу, что Дюнуа не мог претендовать на сопоставимый ранг из-за своего происхождения, а Жиль де Ре — из-за молодостии).
Барон де Ре затем участвовал с Жанной д'Арк в Луарской кампании. 12 июня 1429 года он присутствовал при взятии Жаржо. 18 июня 1429 года во время битвы при Пате он был откомандирован в арьергард вместе со своими кузенами Лавалем, Жаном V Мале де Гравилем и Девой, которая была недовольна тем, что ее сослали в это место · .
Во время похода в Реймс Жиль де Ре и Жан де Бросс, маршал Буссака, командовали авангардом королевской армии. Войска Карла VII покорили Труа, другие города и многочисленные замки. 17 июля 1429 года во время королевской коронации Жиль был обвинен вместе с тремя другими сеньорами — маршалом Буссака, Жаном де Гравиль и Луи де Кюлан — в доставке Святой Ампулы из базилики Сен-Реми в Реймсе в столичную церковь (Летописец Жан Шартье упоминает только сеньора Раиса Однако в письме, адресованном Иоланде Арагонской анжуйскими дворянами, упоминаются еще трое «заложников» (фр. otages)— термин, обозначающий рыцарей, ответственных за охрану священной ампулы: сеньор Жан де Гравиль, адмирал Луи де Кулан и Жан де Бросс, маршал Буссакаref>Quicherat, 1849, p. 129.</ref> · .}} · ). В тот же день молодой барон был возведен в звание маршала Франции[ в знак признания его военных заслуг или благодаря политической поддержке великого камергера (на тот момент титул носили трое. В день коронации сеньор Лафайет Жильбер III Мотье был лишен своего титула в пользу Жиля де Ре, что, возможно, было вызван обидой Ла Тремуйля: в 1424 г. Лафайет по приказу короля захватил должности в Оверни, занимаемые будущим великим камергером. Также возможно, что Карл VII хотел наказать Жильбера III Мотье ввиду его роли в унизительном поражении «Дня селедок» 12 февраля 1429 года · ):
- Аббат Бурдо приходит к выводу, что «возвышение [Жиля де Ре] до маршала было результатом благосклонности»[266].
- Жак Эрс: обусловлено «репутацией блестящего рыцаря», а также вероятным вмешательством его «протектора» Ла Тремуйля[267].
- Матей Казаку: в первую очередь как королевская награда за заслуги на войне, отмечая, что жалованная грамота Карла VII от сентября 1429 г. рисует «настоящий панегирик военным действиям Жиля[268]».

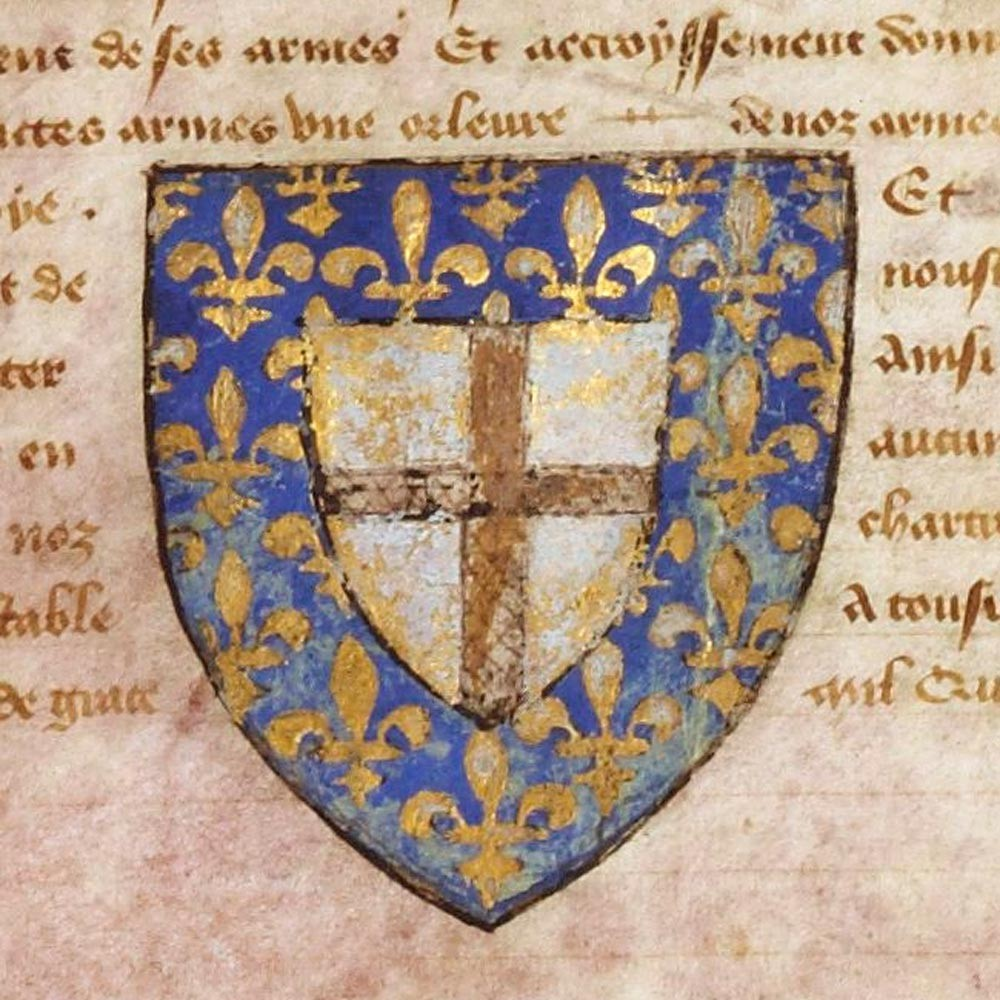
Герб Жиля де Ре от сентября 1429 г.

В понедельник, 15 августа 1429 года, королевские и англо-бургундские войска столкнулись друг с другом в Монтепийуа. Карл VII поручил флангам своей армии двух своих маршалов, Жана де Буссака и Жиля де Ре. 8 сентября 1429 года, во время осады Парижа, Жанна д’Арк хотела, чтобы маршал де Ре и Рауль де Гокур были рядом с ней во время штурма Порт-Сент-Оноре · . Жиль оставался весь день с Девой, среди множества латников, тщетно пытаясь достичь и пересечь парижские стены из заднего рва. С наступлением ночи Жанна была ранена в ногу арбалетным болтом. Осада Парижа была быстро снята, королевская армия отступила к Луаре, прежде чем была расформирована в Жьене 21 сентября 1429 года. В том же месяце Карл VII снова почтил Жиля за его «похвальные заслуги», подтвердив его титул маршала и предоставив ему привилегию добавить к своему гербу границу с гербом Франции («золотые лилии, посеянные на лазурном поле»), подобной милостью пользовалась лишь Жанна Д’Арк · .
В неизвестную дату военная экспедиция под предводительством Ксентрайля и Ла Гира покинула Бове и обосновалась в Лувье, городе в семи лигах от Руана, где Жанна д’Арк содержалась в плену с 23 декабря 1430 года после её пленения при осаде Компьеня. Оливье Бузи сообщает, что «в этой экспедиции в Лувье принимали участие или появлялись в городе важные фигуры», такие как бастард Орлеанский и Жиль де Ре, чье присутствие засвидетельствовано 26 декабря 1430 года[ · . Эти передвижения войск иногда интерпретировались как попытка освободить Деву ·  но эта гипотеза не доказана ·  · . Более того, похоже, что в то время не было предпринято ни одной попытки освобождения такого рода. Однако такой переворот не был невозможным: под предводительством некоего Рикарвиль сотня человек смогла временно захватить замок Руана 3 февраля 1432 года, прежде чем их обезглавили на площади Вьё-Марше, где несколькими месяцами ранее была казнена Жанна д’Арк.

#### Гражданские войны между Ла Тремуем и союзниками Ришмона

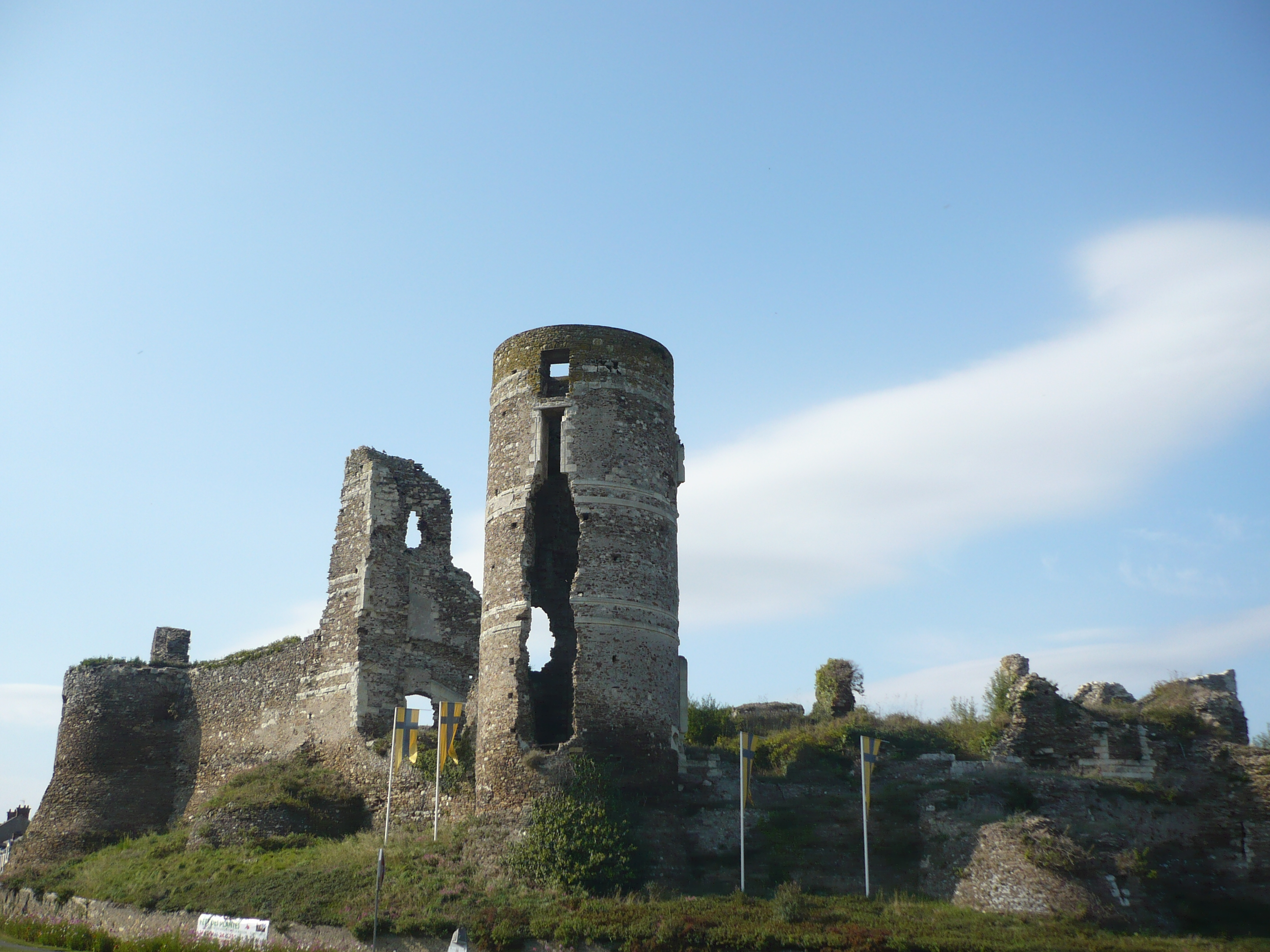
Замок Шамптосе.

Параллельно с борьбой с Англией и Бургундией от имени Франции Жорж де Ла Тремуй продолжал свою «частную войну}} против поддерживаемого домом Анжу коннетабля Артура де Ришемона. В этом конфликте сеньор Тиффож поддерживал великого камергера, своего кузена и союзника. В союзе с Ришемоном Луи д'Амбуаз и его сообщники дважды пытались захватить Ла Тремуя и короля в 1430 году. Уже виновный в подобном предприятии годом ранее, сеньор Амбуаз был приговорен к смертной казни за оскорбление величества но его приговор был заменен пожизненным заключением с конфискацией имущества.
Были предприняты попытки примирения: после напряженности между домами Бретани и Анжу · , Иоланда Арагонской и Ла Тремуй наконец сошлись во мнении о необходимости примирения между королевством Франции и герцогством Бретань. Ранее связанный с аналогичными матримониальными переговорами между Анжу и Бретанью в 1425 г., Жан де Краон предоставил замок Шамптосе в распоряжение великого камергера, чтобы организовать встречу с Жаном V с 22 по 24 февраля 1431 гг.. Последовали клятва и брак, которые укрепили связи между двумя родами, с одобрения Карла VII. Тем не менее, монарх отказался вернуть Ришмону прежний пост, хотя и согласился на компромисс, направленный на сглаживание разногласий между главным камергером и коннетаблем ·  · .

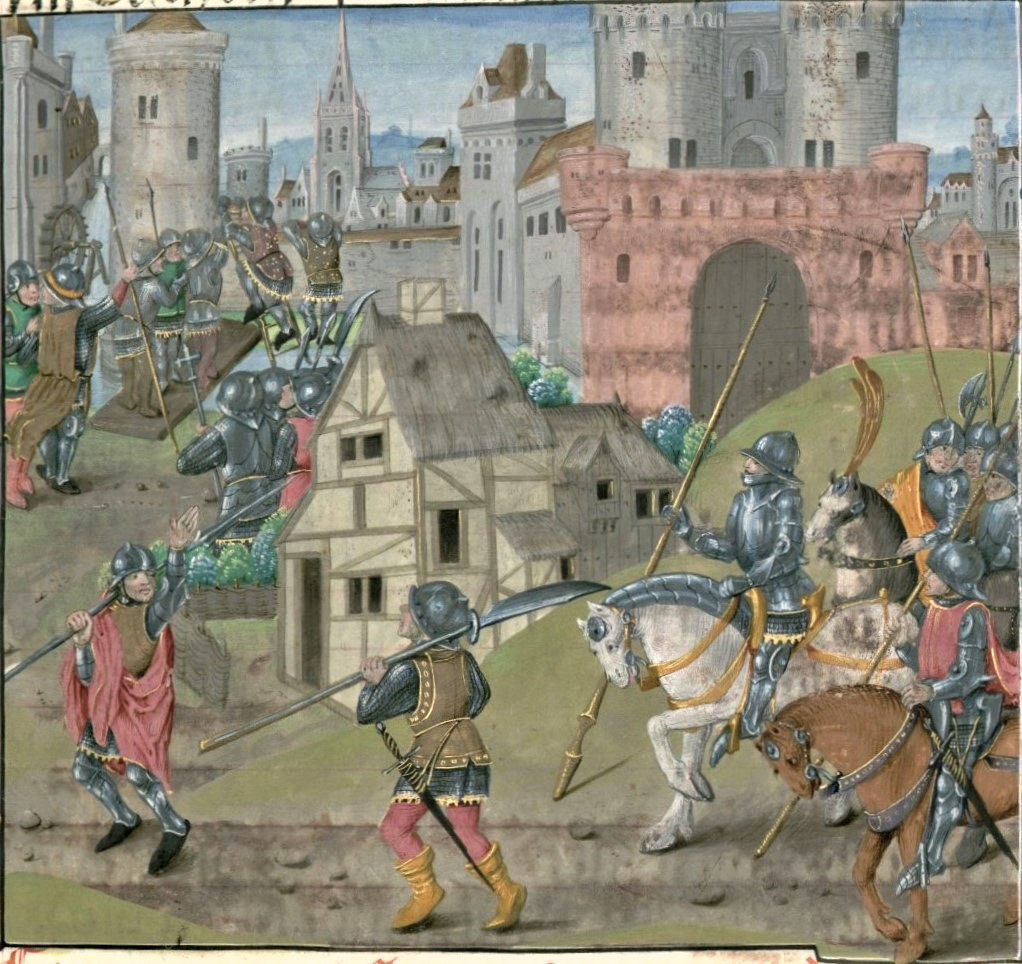
Cолдатs у подножия вымышленного города Кратор в рукописи Jouvencel (XV в.).

22 июля 1431 года имя сеньора Тиффожа кратко появляется в циркуляре, который король разослал своим добрым городам, чтобы смягчить негативное влияние поражения при Бюльньевилле, в которой бургундцы разбили войска союзника французов Рене Анжуйского. Так, среди военных мер, которые он объявил, Карл VII вставил пророческий намек на герцога Алансонского Жана, Людовика I де Бурбон-Вандома, Жиля де Ре и других капитанов, «отправленных в определенные марки  и регионы с надеждой осуществить предприятие, о котором, к воле Божьей, король надеется получить хорошие и быстрые новости». Какова бы ни была природа этого «предприятия», герцог Филипп Бургундский вскоре после этого, 8 сентября 1431 г., подписал перемирие с королем Франции.
Постепенно, несмотря на схожую политику, проводимую в отношении герцогств Бретани и Бургундии домом Анжу и Ла Тремуйлем, великий камергер в конечном итоге стал выступать в качестве «отталкивающего фактора», «объединяя различные компоненты двора против себя, (…) парадоксальным образом способствуя восшествию на престол Карла Анжуйского и усилению Анжуйской династии при дворе Франции.}} Будущий влиятельный член Королевского совета, молодой Карл Анжуйский заседал в этом руководящем органе с 30 марта 1430 года по милости своей матери Иоланды Арагонской. 26 октября 1430 года, будучи генерал-лейтенантом короля в Анжу и Мэне, он назначил Жана де Бюэля капитаном латников и рекрутов гарнизона замка и города Сабле, эту должность ранее занимали капитан Жиль де Ре и королевский губернатор сеньор Бомануар Жак де Динан.
Гражданская война возобновилась в сентябре 1431 года, когда Ла Тремуй отправил капитана Родриго де Вильяндрандо в Анжу. В 1432 г. капитан Карла Анжуйского Жан де Бюэй сумел победить испанского наемника; в ответ последний опустошил туренские земли Бюэйя · . Согласно романтизированному рассказу Жуванселя, жаждущий захватить Шато-л’Эрмитаж Жиль де Ре заключил Жана де Бюэя в тюрьму в Сабле в неустановленную дату, во время раздоров 1431—1432 годов или в более ранний период (В романе «Le Jouvencel» «Кратор» — вымышленное место, используемое для обозначения различных реальных городов (Орлеан, Ланьи-сюр-Марн и т. д.) в зависимости от описываемых приключений.. В этом случае «Кратор» относится к Сабле. Хотя Ле Жувансель упоминает неясных врагов в этом обстоятельстве, слуга Жана де Бюэля Гийом Тринжан объясняет в своих комментариях вымышленные приключения своего хозяина, в частности, осуждая Жиля де Ре как тюремщика будущего адмирала Франции. В «Биографическом и литературном введении» издания «Жуванселя» Камиль Фавр помещает конфликт между сентябрем 1429 года и октябрем 1430 года из-за документа от 26 октября 1430 г., где Бюэй называет себя капитаном Сабле, назначенным на эту должность Иоландой Арагонской и её сыном Карлом Анжуйским. · .Аббат Бурдо признает, что не может датировать ночное взятие города Жилем де Ре, но он упоминает письма от 26 декабря 1430 года, которые свидетельствуют о «недавнем визите» маршала в Сабле · .Жорж Батай, а затем Матей Казаку также относят разногласия к зиме 1429—1430 гг.Bataille, 1959, p. 107.</ref> ·  в то время как медиевист Оливье Бузи предпочитает помещать это противостояние в контекст гражданской войны 1432 гг.). Хотя Бюэй является родственником Ре и Ла Тремуйю (Жан был мужем Жанны де Монжан, сестры Беатрисы де Монжан. Последняя была матерью Катрин де Туар, жены Жиля де Ре. Одновременно был дядей Жоржа де ла Тремуйля, поскольку вторая жена великого камергера Катрин де Лиль Бушар была рождена от брака Жана де Лиль Бушара и Жанны, сестры Жана де Бюэйя) а также бывший товарищ по оружию (Жан де Бюэй участвовал в Анжуйской и Ле-Манской кампаниях 1427 г. ·  и в осаде Орлеана 1428—1429 гг.), он оставался союзником врагов великого камергера — домов Анжу и Амбуаза. Тем не менее, согласно Le Jouvencel, Бюэй сумел освободиться, а затем захватить Сабле ·  ·  но барон де Ре отбил город во время ночной атаки · . Кроме того, в столь же неточную дату гарнизон замка Шамптосе напал на свиту Иоланды Арагонской, когда она направлялась в Бретань. Воины Жиля де Ре и Жана де Краона отобрали у конвоя множество лошадей и багажа (в 1451 г. cчетная палата Анжера упомянула об ответственности Жиля де Ре и его деда за этот грабеж, который, следовательно, имел место до смерти сеньора де Ла-Сюза в ноябре 1432 г.).
В 25 лет, в июле 1429 года, после того, как войско Жанны д’Арк вступило в Реймс и Карл VII был коронован, Жилю присвоили звание маршала Франции. Но затем последовали поражения и гибель Жанны д’Арк. Жиль приложил огромные усилия, чтобы спасти своего кумира, когда в 1431 году Жанна попала в плен, он собрал войско из наёмников и двинулся к Руану, но опоздал: Жанну казнили. Он удаляется в своё поместье и ведёт междоусобные войны с де Буэлем.
Впоследствии много денег он израсходовал на прославление Жанны д’Арк. Он заказал «Орлеанскую мистерию» и в течение 10 лет оплачивал постановку мистерии в театре.
В 1432 году ненадолго возвращается «в свет», помогает Карлу VII в снятии осады Ланьи.
Примерно с 1432 года отношение к Жилю де Ре при дворе короля Карла VII начинает меняться в худшую сторону, из-за слухов о распущенном поведении маршала, никак не согласующимся с католическими представлениями о нравственности.

#### Осада Ланьи

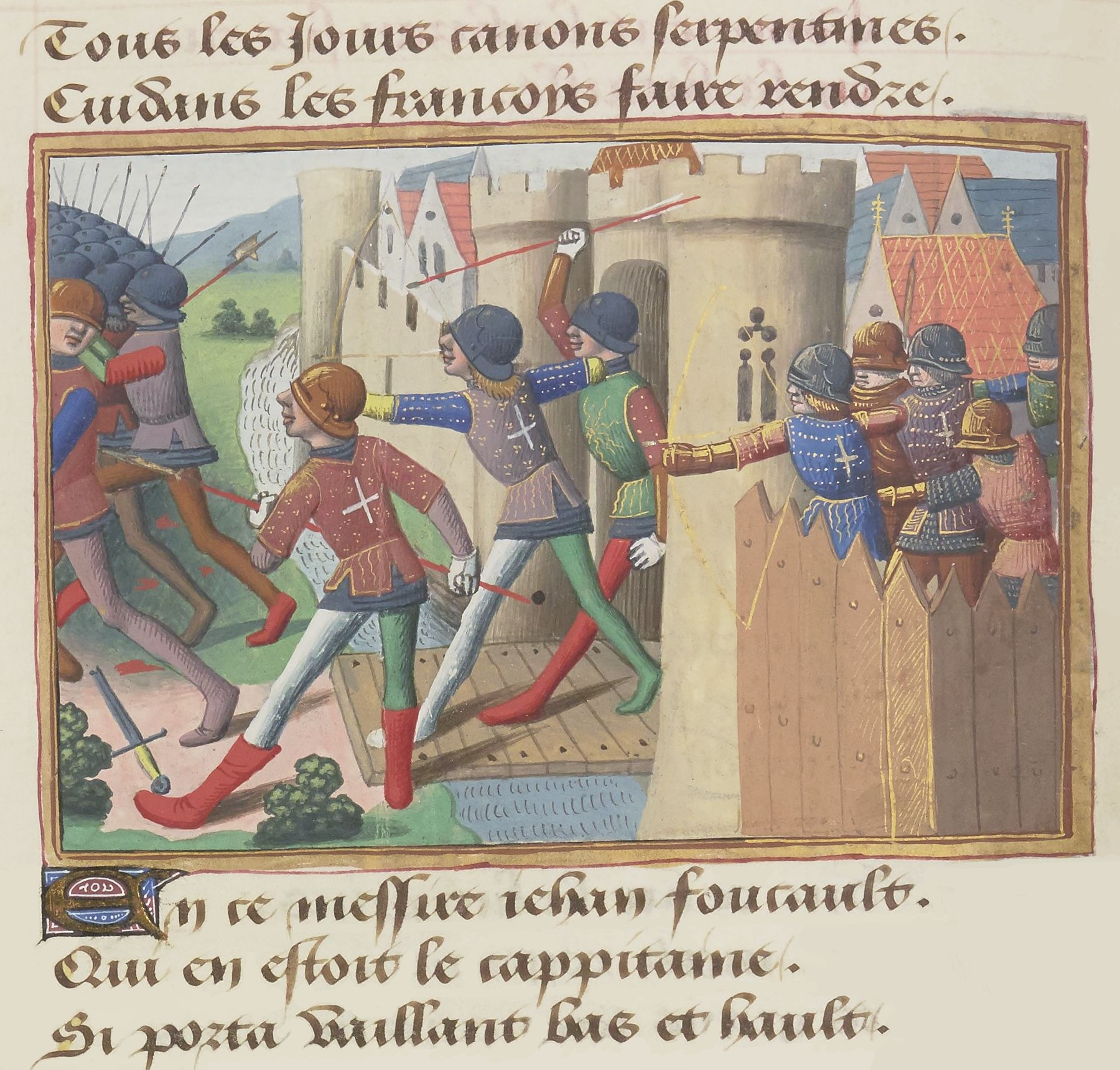
Осада Ланьи (Вигилии на смерть короля Карла VII).

В августе 1432 года Жиль де Ре способствовал снятию осады Ланьи англичанами, что было одним из его самых известных подвигов наряду со снятием осады Орлеана (во время судебного процесса в 1445 году между бывшим великим камергером и зятем покойного барона де Ре Прижаном де Коэтиви по поводу наследования имущества покойного представитель Ла Тремуйля Раппиль заявил : «[Жиль де Ре] совершил в свое время великие подвиги, например, сыграл главную роль в снятии осады Орлеана и Ланьи (...). С помощью наемного капитана Родриго де Вильяндрандо он переправился через Марну «выше по течению, перед Ла-Ферте-су-Жуар», в то время как другие французские войска во главе с Раулем де Гокуром и Дюнуа сумели войти в Ланьи через плохо охраняемую территорию. Медиевист Франсуаза Мишо-Фрежавиль отмечает, что благодаря этому «двойному передвижению войск» город «был освобожден практически без боя. […] Столкнувшись с угрозой, англичане оставили бастилии и мост, которые они удерживали ниже по течению от Ланьи, оставив большую часть своего снаряжения». Относительно этого военного эпизода историк ссылается на "рассказ, не всегда очень надежный, хроникёра Жана Шартье.
Кроме того, хроника Шартье упоминает присутствие среди французских войск кузена Жиля де Ре Жиля де Силле, руководившего стычками после снятия осады. По словам Жана Шартье, Жиль де Силле был взят в плен в этом случае, если только летописец не путает его с другим членом родственного бретонцу дома — Мишелем де Силлем (историк Ноэль Валуа предполагает, что Мишель де Силле попал в руки англичан во время боев вокруг замка Силле около 1432—1433 гг.. Историк Мишель Термо относит это пленение скорее ко времени осады Ланьи в 1432 г., предполагая ошибку Шартье). Через восемь лет в ходе суда над Жилем де Ре показания семей пропавших детей, а также признания обвиняемых серьёзно запятнали пребывавшего в бегах Жиля де Силле, тогда находившегося в бегах. Более того, по словам некоторых свидетелей на суде, слуги Мишеля де Силле, пытаясь объяснить исчезновение детей, распустили слух: якобы англичане потребовали двадцать четыре молодых заложника в качестве выкупа "за упомянутого сеньора Мишеля, предлог, который медиевисты Ноэль Валуа и Оливье Бузи сочли «абсурдным» и «невероятным» в соответствии с обычаями о военнопленных того времени · .

### Уход с военной службы
Жан де Краон умер в ноябре 1432 г.
Еще один заговор был составлен против Жоржа де ла Тремуля, вероятно, под покровительством коннетабля Ришмона и Иоланды Арагонской. В конце июня 1433 года в Шиноне на великого камергера напали в его комнате сеньор Шомон и кузен Луи д'Амбуаза Пьер д'Амбуаз, Жан де Бюэй, Прижана де Коэтиви и Пьер де Брезе. Ведомый Жаном де Бюэйем в замок Монтрезор, Ла Тремуй обязался освободить Луи Д'Амбуаза и выплатить выкуп в 6000 экю его тюремщику Во время Генеральных штатов, состоявшихся в Туре в сентябре 1433 года, Карл VII подтвердил падение своего бывшего великого камергера. Дом Анжу восстановил все свое влияние при дворе, молодой Карл Анжуйский стал ключевой фигурой в Королевском совете, а сообщники похищения Ла Тремуйля, включая врага Жиля де Ре Жана де Бюэйя, приобрели «большое руководство и власть» у суверена. Жильбер Мотье де Ла Файет восстановил свой титул маршала после того, как потерял его в 1429 году из-за Жиля де Ре, чего в то время хотел и Ла Тремуйль (в 1433 г. во Франции по-прежнему было три маршала, поскольку Жиль де Ре сохранил свой титул, а Жильбер Мотье де Ла Файет вернул его после смерти маршала де Буссака, которая произошла в том же году, что и увольнение Жоржа де Ла Тремуйля).
В феврале 1434 года англичане угрожали городу Силле в графстве Мэн - резиденции Анны де Силле, вдовы Жана де Краона. В ответ, при поддержке своего кузена Жиля де Ре, лидеры дома Лавалей (братья Ги XIV де Лаваль и Андре де Лоэак) приняли участие в военной экспедиции под командованием коннетабля Артура де Ришемона. Авангард армии был отдан под командование маршалов Рьё и Ре. Последний, хотя и был оснащён щедрыми войсками, казался изолированным среди присутствовавших сеньоров,  в основном принадлежали к коалиции врагов Ла Тремуйля — прежде всего коннетабля, а также Прижана де Коэтиви, Жан де Бюэй, Карла Анжуйского и Жана Алансонского. Отряд прибыл к Силле и столкнулся с англичанами, но две армии разошлись без боя. ·  ·  · .
К середине 1434 г. несмотря на удаление от двора, Ла Тремуй все еще убеждал Жиля де Ре продолжать войну против бургиньйонов. Однако, вероятно, уже отягчённый своими расходами, барон не предпринял никаких попыток помешать войскам герцога Бургундии Филиппа захватить Грансе-ле-Шато-Нёвель. После падения этого города в августе 1434 г. король Карл VII вызвал своего маршала и пригрозил сместить его с должности (cогласно заявлению от 22 апреля 1445 г/ в контексте судебного процесса между Жоржем де ла Тремуйлем и Прижаном де Коэтиви ·  · );  вероятно, его фактически заменил Андре де Лаваль-Монморанси. Впоследствии, в 1435 году, Ла Тремуйля обвинили в манипулировании Жилем де Ре, на что опальный главный камергер ответил, что «было бы хорошо выдвинуть его на путь зла» (фр.  il était bon de l'avancer à estre méchant)}}, что могло бы выразить влияние, оказываемое «амбициозным интриганом» на своего расточительного и наивного кузена, по-видимому, считавшегося простым инструментом, лишенным политического смысла · .
2 июля 1435 года Карл VII объявил об отставке Жиля де Ре после жалоб представителей его семьи - ·  ·  брата Рене и Анны, Андре и Людовика Лавалей.

### Финансовое положение
Информация, касающаяся растраты имущества Жиля де Ре, в основном взята из мемуаров на 70 листах ; rédigé vers 1461-1462 par ses héritiers, il s'agit d'une version augmentée d'un premier mémoire à l'origine de la mise sous interdit du maréchal en 1435.
Не все медиевисты согласны с надежностью этого источника:
- Жак Хир преуменьшает значение, считая его слишком обременительным, поскольку его цель-аннулировать прошлые продажи земельных владений Жиля де Ре, аргументируя это безумной расточительностью последнего (Жак Херс подчеркивает неточность мемуаров, « обличительную манеру » в резкой тональности[337]}} ; ( ... ) по самой своей природе и заявленной цели эти мемуары могут быть только подозрительными, запятнанными преувеличениями, отягощенными баснями[338]").
- Одновременно тенденциозный и поучительный » по мнению Филиппа Контамина[339], мемуары, тем не менее, критически используются историками[340].
- Помимо судебных актов, Матей Казаку рассматривает этот текст как « самый важный документ, известный на сегодняшний день о Жиле де Ре ( ... ), огромную попытку воссоздать различия в жизни и личности »[333].}}
- с другой стороны, бухгалтерские документы, относящиеся к управлению имуществом и расходам барона де Раиса, сохранились лишь в виде отдельных частей[341].  Эти документальные пробелы затрудняют любое сравнительное исследование, которое позволило бы точно подтвердить обвинения, выдвинутые наследниками. Таким образом, историк Франсуа Масе замечает, что мемуары, хотя и "всегда являются необходимой основой для любого описания [состояния] [Жиля де Ре] ( ... ), многие авторы довольствуются повторением этого документа", не ссылаясь на исследования аббата Бурдо и Рене Бланшара, которые предоставляют « материалы для дальнейшего анализа[342]". Сам Франсуа Масе представляет «нантскую сеньорию в пятнадцатом веке» на основании свидетельств, относящихся к периоду после смерти де Ре (отчет о баронстве де Ре от 1474 года, два отчета о замке Машкуль от 1461-1464 и 1497-1498 годов, отчеты о замке Шамптосе от 1448 года и т. д.) или предшествовавших его совершеннолетию (судебный процесс между Краоном и луарскими купцами в 1414 г..}}. Следовательно, признавая, что его исследование «далеко, очень далеко от исчерпания проблем, связанных с состоянием Жиля де Ре», исследователь рассматривает возможность изучения эволюции cеньории на протяжении пятнадцатого века с помощью элементов, обнаруженных в других владениях барона. Однако историк по-прежнему «осознает, что вопросов остается все так же много»ref name="Macé 1988 p.138">François Macé, « À travers les archives des sires de Rais, quelques éléments d'une seigneurie nantaise au Шаблон:S- », dans Boutin et al., 1988, p. 138.</ref>.}}

Изучая протоколы священнослужителя и нотариуса-присяжного заседателя Орлеанского Шатле Жана де Рекуэна 1430-х гг., исследователь Элоди Мартен обнаруживает, что состояние сохранности первой и последней страниц реестра делает невозможным чтение соответствующих актов. Более того, она указывает на вырезанные или отсутствующие страницы, почти все из которых относятся к Жилю де Ре, а сами потери относятся к XIX в. Сделав этот вывод, она в конечном итоге насчитала 97 актов, относящихся к расходам, понесенным во время пребывания Жиля в Орлеане с сентября 1434 года по август 1435 года. Элоди Мартин добавляет: Боссар считает, следуя в этом мнению наследников, что счета были завышены, но сопоставления по-прежнему трудно провести. Точный анализ [Орлеанских] операций [Жиля де Ре] еще предстоит провести.Шаблон:Fin citation bloc

#### Военные расходы
В мемуарах, написанных примерно в 1461-1462 гг. по просьбе наследников, по исполнении 20 лет и ещё при жизни деда Жилю де Ре инкриминируют безумные траты. Таким образом, в документе содержание отряда из 200 всадников как один из примеров расточительности, но не особо подчеркивается · . Матей Казаку считает, что этот лаконизм объясняется осторожностью наследников, стремившихся не задеть Карла VII, высказав слишком много упреков в адрес военных расходов Жиля, которые были связаны с его участием в войне против англичан и бургундцев. Учитывая небогатость королевской казны в то время, Карл был тем более склонен согласиться на привлечение способного взять на себя расходы по содержанию войск де Ре, особенно в апреле 1429 года, когда был сформирован конвой с оружием и продовольствием для осаждённого Орлеана · .
Согласно Бурдо, начало отчуждений владений совпало с первыми военными кампаниями Жиля де Ре. После нескольких незначительных продаж барон в 1429 г. уступил своему военному советнику и сеньору Мартинье-Бриан Гийому де ла Жюмельеру  Блейзон за 5 тыс. экю, в это время Ре нёс расходы на военные экспедиции после снятия осады Орлеана. Потеря родовой земли отца Жиля вызвала гнев Жана де Краона.

#### Роскошный образ жизни
Барона также обвиняют в том, что он тащил за собой более пятидесяти человек, капелланов, хористов, музыкантов, пажей и слуг. Часовня, посвященная избиению младенцев, обита золотым сукном и шелком. Украшения и священные сосуды выполнены из золота и украшены драгоценными камнями. У него также был игравший на органе слуга, сам музыкальный инструмент он всегда носил при себе. Его капелланы, одетые в алое, с подкладкой из менуэта и мелкого серого, носили титулы декана, кантора, архидьакона и даже епископа, и, кроме того, он обратился к папе с просьбой разрешить, чтобы ему предшествовал носитель Креста.

#### Театр

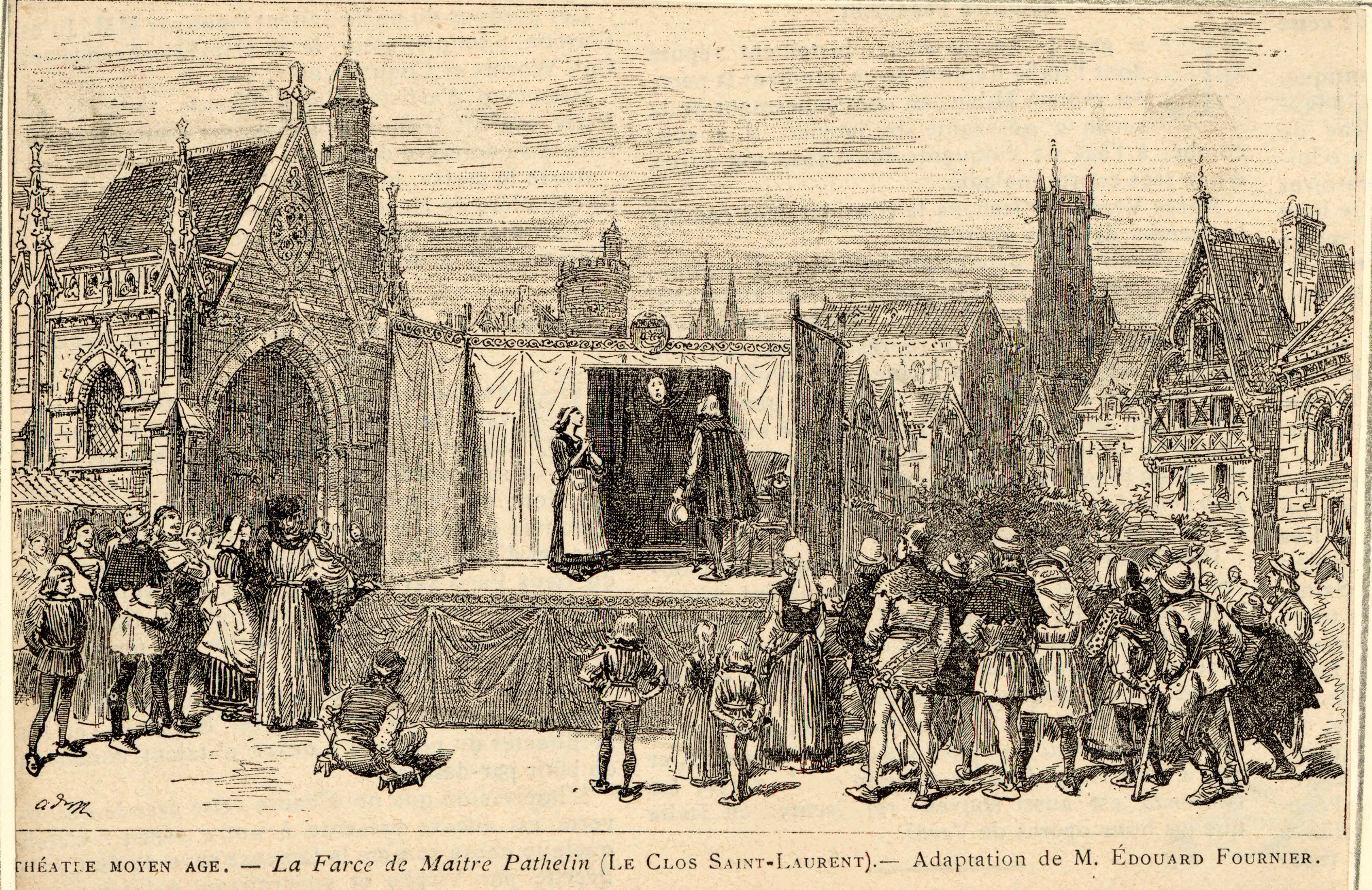
Фарс в средневековом театре.

Мемуары наследников обвиняют маршала в том, что он за большие деньги устраивает развлечения, в частности театральные представления: здесь устраивались веселые ярмарки, фарсы, мориски, разыгрывались мистерии на Пятидесятницу и вознесение а высоких помостах, под которыми находились гипокрас и другие крепкие вина, как в погребе. Он останавливался в таких городах, как Анжер, Орлеан и других, вместо этого в Орлеане он оставался в течение года без причины и тратил от восьмидесяти до ста тысяч экю, занимая у тех, кто хотел дать ему взаймы, закладывая кольца и драгоценности дешевле, чем они стоили, а затем выкупая их по высокой цене, продавая и закладывая свои земли и выдавая подписанные бланки и доверенности, не обращая на них внимания ·  ·  · .Шаблон:Fin citation bloc
Вероятно, праздновавшиеся еще в 1429 году, орлеанские празднования снятия осады включают в себя, среди прочего, спектакли. В реестре счетов города Орлеана за 1439 год упоминается, что город Луары приобрел за семь турских ливров «штандарт и знамя, которые предназначались монсеньору де Ре при подготовке к штурму, каким Турель был взят у англичан восьмого мая.}} Кроме того, записная книжка нотариуса-присяжного поверенного Жана де Рекуэна свидетельствует о пребывании Жиля де Ре в Орлеане с сентября 1434 года по август 1435 года, тем самым подтверждая данные из мемуаров наследников.Исходя из этого, несколько ученых (от филолога-романиста Франсуа Гессара в 1862 году до Матея Казаку в 2005 г.) пришли к выводу, что в городе должно было быть разыграно монументальное зрелище - Мистерия об осаде Орлеана · , заказ, спонсорство, а то и авторство которого они приписывают Жилю де Ре ·  ·  ·  ·  ·  · . Во время исполнения мистерии он был описан как интерпретатор (своей собственной или другой роли) ·  · . Эти различные тезисы, тем не менее, остаются спорными ·  ·  · .
В мистерии персонаж маршала де Ре, также называемого сиром де Ре или просто Ре, играет лишь « второстепенную роль}}  если оценивать девять реплик (76 стихов) персонажа au regard des 20 538 vers que compte l'œuvre ·  · . Автор исследований средневекового театра Мишель Рус предполагает, что Ре одним своим присутствием может символизировать сражающуюся на стороне Жанны д'Арк королевскую армию.. Однако эта интерпретация «символического» значения персонажа противоречит доктор сравнительного литературоведения Венсан Петижан, для которого «сеньор Ре» не имеет «особого значения» в пьесе, поскольку он «по сути играет роль «паромщика», ответственного за перевозку Девы в Орлеан.. Точно так же, по мнению медиевиста Жана-Кристофа Кассара, персонажи " капитанов играют полезную роль, ( ... ) они сопровождают ход пьесы: они присутствуют, чтобы высказать свое мнение на военных советах, поддерживая выбор большинства (в этом суть задачи, возложенной на маршала де Ре когда дело доходит до определения маршрута резервной армии к Орлеану (...), усмотрение, которое не идет в направлении гипотезы, желающему видеть в Жиле де Ре стоящего за написанием по крайней мере этой версии мистерии покровителя !).
Профессор средневековой литературы Жерар Гро предполагает, что город Орлеан прекратил бы постановку театральных постановок после 1440 г. из-за приобретенной маршалом репутации. По той же причине Гро считает, что окончательный текст мистерии, составленный, по всей вероятности, после 1440 г. преуменьшит его роль в снятии осады в 1429 г.. Профессор французского языка в Университете Западного Вашингтона Вики Л. Хэмблин считает, что персонаж «сира де Ре» адекватно соответствует исторической роли: он сопровождает Жанну д'Арк из Блуа в Орлеан и участвует в освобождении города, из чего следует, что «фатис, взявшийся за повествование хроник и свидетельств об испытаниях Девы, не был озабочен судьбой этой личности».}} По её мнению, Mystère du siège d’Orléans по-видимому, возникла не ранее 1450 г. и не разыгрывалась на сцене · . Медиевист Филипп Контамин предполагает, что некоторые компоненты этого произведения, вероятно, могли « восходить[э] к 1430-м годам», прежде чем они были включены « с середины пятнадцатого века в более обширные разработки», что привело примерно к 1500 году к окончательному тексту, « единственному известному.
В целом, Контмаин суммирует вопросы, поднятые различными источниками: «Осуществлял ли Жиль де Ре свои функции щедрого покровителя в Орлеане во время своего пребывания? Среди мистерий и моралите, поставленных и поставленных по его инициативе и за его счет, была ли мистерия, связанная с историей Жанны д'Арк и осадой Орлеана? Имеет ли упоминание о городском отчете 1435 года какую-либо связь с этой возможной мистерией? Наконец, является ли мистерия об осаде Орлеана той же самой, полностью или частично, что и та, которая была предположительно заказана Жилем? На первый вопрос мы можем ответить, что если и есть место, где Жиль мог устраивать свои представления, учитывая то, что мы знаем о его путешествиях и пребываниях в 1430-х годах, то это действительно Орлеан. С другой стороны, нет никаких положительных свидетельств, позволяющих предположить, что осада Орлеана послужила толчком к театральному произведению с его стороны, и ничто не позволяет нам связать упоминания в 1435 год, отчет о деятельности Жиля[458].»Contamine, Bouzy & Hélary, 2012, p. 296—297.</ref>.

#### Растрата наследства
Все это потребовало огромных затрат, которые вынудили его в 1434 году продать герцогу Жану V Молеон, Сент-Этьен-де-Мер-Морт, Лору-Боттеро, Порник и Шамптосе-сюр-Луар.
Чтобы покрыть свои расходы, Жиль де Ре отчуждает часть своих земель. Среди покупателей были буржуа Анже и «распорядители денег бретонского двора», епископ-канцлер Жан де Малеструа и Жоффруа Ле Феррон, будущий генеральный казначей.
Финансовые трудности барона де Раиса принимают драматический оборот. Столкнувшись с этим, его семья во главе с младшим братом Рене де ла Сюз подала на него в суд, чтобы запретить кому-либо покупать землю, принадлежащую ему. Она добивается постановления Парижского парламента, которое защищает Маршала от отчуждения его владений. Поскольку король не хотел одобрять уже заключенные сделки по продаже, герцог Бретани Жан V возражает против публикации этих постановлений и отказался выдавать аналогичные в генеральных штатах Бретани.
Рене де ла СУЗ, брат Жиля, и его двоюродные братья Андре де Лохеак и Ги XIV де Лаваль, возмущенные этим отказом, стремились сохранить эти места в своей семье и сопротивлялись герцогу Жану V ; но последний отбирает их и похищает своего зятя ги XIV де Лаваля, двоюродного брата Жиля, генерал-лейтенантом Бретани, чтобы передать его самому Жилю де Ре, с которым он поглотил все свои рынки в 1437 году.
В 1438 году барон де Ре вмешался в качестве генерал-лейтенанта герцогства против Жана де Хардепенна, сира де Монтеньюа и де Бельвиля. Последний был связан с Пентьеврами, заклятыми врагами герцога Жана V.

### Отставка и занятие алхимией, некромантией иоккультизмом
Жиль вышел в отставку и с 1433 года стал постоянно жить в поместном замке Тиффож в Вандее. Здесь он жил как король, с охраной в две сотни рыцарей, личной церковью с тридцатью канониками, обширной библиотекой редких рукописей. Тут он мог свободно предаваться своим увлечениям. С этой поры в свите маршала начали появляться разного рода толкователи снов, маги, чародеи и алхимики. Последние, используя щедрое финансирование своего хозяина, вели поиски философского камня, эликсира молодости, технологии превращения недрагоценных металлов в золото и пр. Жиль де Ре оплачивал их исследования не только в силу жажды стяжания, поскольку в то время материальные проблемы его не особенно тяготили. Скорее всего, маршал, будучи человеком весьма эрудированным, жаждал общения с людьми необыкновенными, чей кругозор выходил за рамки обыденных представлений того времени об образованности. Под алхимическую лабораторию были переоборудованы большие помещения по первому этажу в Тиффоже. Жиль де Ре не скупился на расходы. Его торговые агенты скупали в огромных количествах необходимые для опытов ингредиенты; некоторые из таковых ингредиентов — акульи зубы, ртуть, мышьяк — были по тем временам очень дороги.
В 1439 году некий некромант Франческо Прелати, монах-минорит из епархии Ареццо, умевший внушать людям уверенность в своих неограниченных магических возможностях, вошёл в доверие к барону, организовал в Тиффоже поразительные сеансы, на которых вызывал демона по имени Баррон, и стал главным алхимиком при маршале, хотя уже около двух лет он состоял в штате маршала, но только теперь сумел отодвинуть конкурентов — французов и убедить Жиля де Ре в собственной незаменимости.
Прежние алхимические советники маршала были по своему образованию католическими священниками, Прелати же прямо заявлял, что он — колдун, имеющий в личном услужении демона по имени Баррон, благодаря которому может общаться с миром мёртвых и повелевать ими.

### Деяния

#### Борьба за Сен-Этьен-де-Мер-Морт

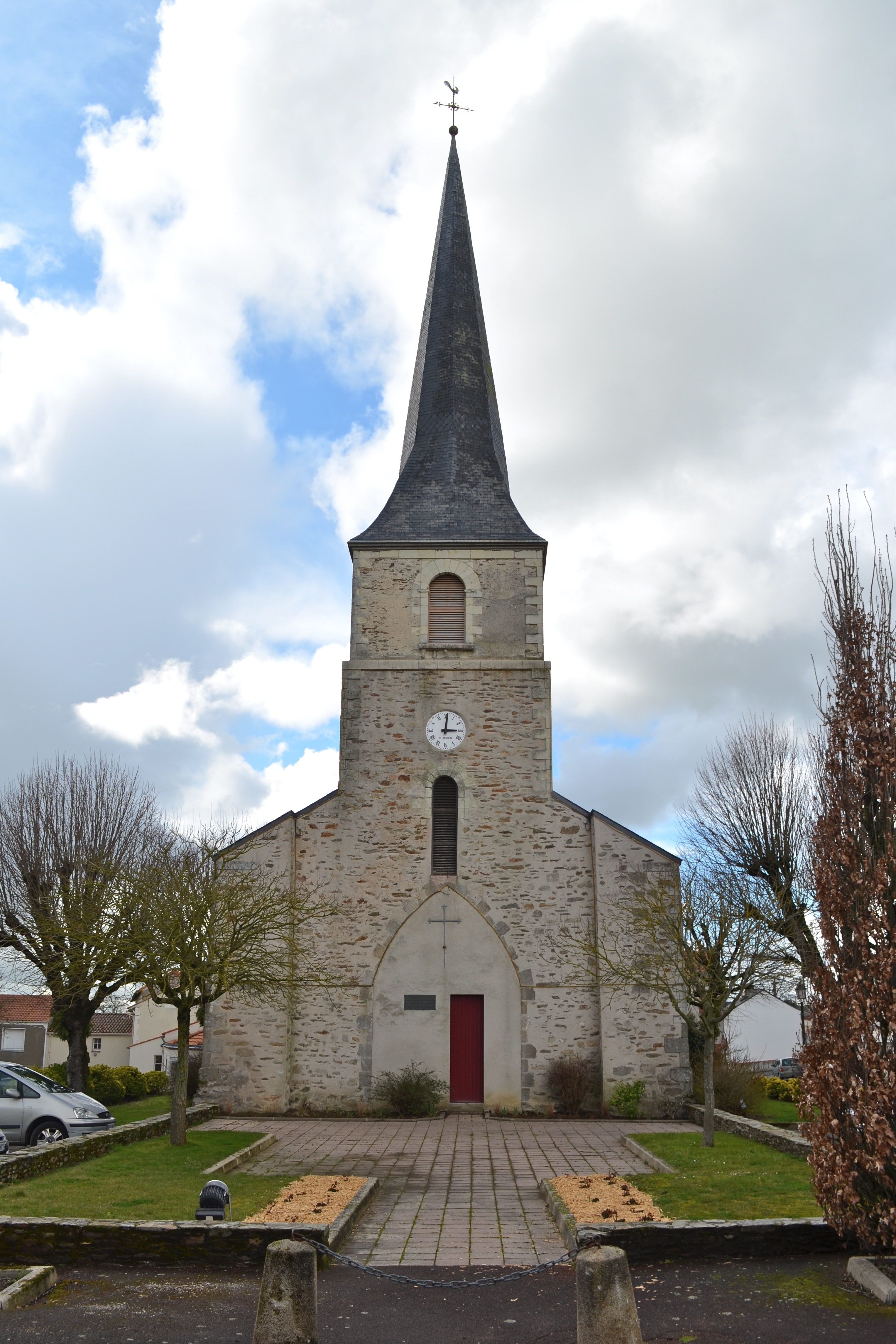
Уединенная колокольня, последний остаток романской церкви Сен-Этьен-де-Мер-Морт.

После того, как в 1434 году Жиль де Ре передал управление замком Сент-Этьен-де-Мер-Морт своему брату Рене де ла Сюзу, он передумал и силой вернул себе замок. Маршал сохранил свою собственность, достигнув соглашения со своим младшим братом в Нанте 15 января 1439 года..
Жиль снова отдал Сент-Этьен-де-Мер-Морт, на этот раз — казначею и доверенному лицу герцога Бретани Жана V Жоффруа Ле Феррону. Тот передал управление замком своему брату и высокопоставленному монаху Жану Ле Феррону. Однако барон де Ре снова попытался вернуть себе замок, на этот раз чтобы продать его своему кузену — сеньору Вьейвиню, чему воспротивился Жан Ле Феррон..

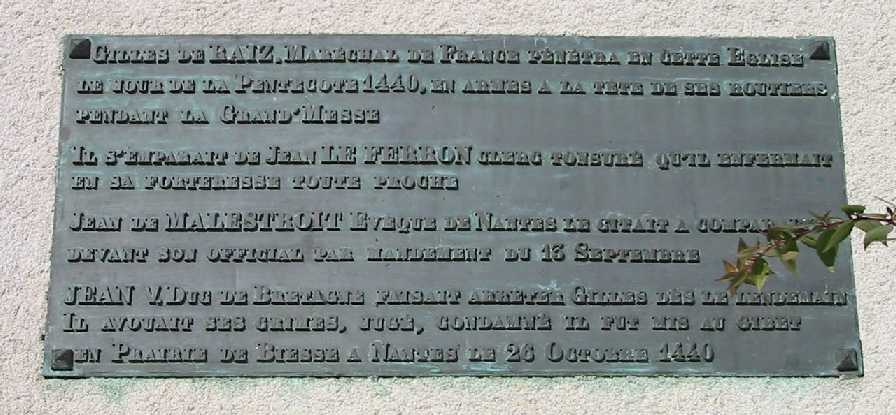
Мемориальная доска на колокольне Сент-Этьен-де-Мер-Морт в память о покушении, совершенном Жилем де Ре 15 или 16 мая 1440 г.

В отместку, в день Пятидесятницы или на следующий день после этого религиозного праздника, 15 или 16 мая 1440 года, Жиль де Ре устроил засаду отряlом в 50-60 человек в лесу близ Сент-Этьен-де-Мер-Морт. Вооружённый дворянин вошел в приходскую церковь и прервал торжественную мессу священника Жана Ле Феррона, оскорбил его и пригрозил убить его гвизармой, если тот не покинет святилищеBataille, 1959, p. 286.</ref>. Испугавшись, клирик подчинился. После того, как он открыл ворота замка Сент-Этьен-де-Мер-Морт своим нападавшим, Жан Ле Феррон был заключен там в тюрьму. Впоследствии барон также подверг жестокому обращению или арестовал других агентов герцогства, таких как генерал-сержант герцогства Бретань Жан Руссо ·  ·  · .
Таким образом, Жиль де Ре одновременно нападал на божественное и герцогское величества. С одной стороны, он совершил святотатство, нарушив церковные иммунитеты. С другой стороны, он наложил руки на герцогских слуг в городе Сент-Этьен-де-Мер-Морте, расположенном в епархии епископа Нанта Жана де Малеструа. Эта «значительная фигура» занимала должность канцлера Бретани, что делало его своего рода премьер-министром в качестве главы юстиции, руководителя финансов, дипломатии и управления кадрами, короче говоря, «человеком, действительно ответственным за политическое направление герцогства.
Жан V приказал своему вассалу сдать крепость Жану Ле Феррону под страхом уплаты штрафа в 50 тыс. золотых экю · . Затем Жиль де Ре отправил своих пленников в крепость Тиффож в Пуату, находившуюся за пределами бретонской юрисдикции. В июле 1440 года барон де Ре отправился в Жослен для встречи с Жаном V, содержание их встречи остается неизвестным. Согласно более поздним показаниям Франческо Прелати, полученным 16 октября 1440 года во время суда над его господином, Жиль де Ре хотел бы гарантировать себе свободу, прежде чем рискнуть и встретиться с герцогом Жаном V. Так, сеньор Тиффожа просил своего итальянского спутника несколько раз вызывать „дьявола по имени Баррон“ на лугу близ Жослена, чтобы расспросить злого духа о намерениях герцога.

#### Арест
Вероятно, вскоре после случившегося церковное правосудие начало секретное расследование — inquisitio infamiae.Эта инквизиционная процедура начинается с информационной фазы, направленной на сбор свидетельских показаний о репутации человека, другими словами, о его репутации, установленной слухами ·  в правовых рамках. Поэтому Жан де Малеструа совершает пастырский визит в свою епархию Нанта, начиная с прихода Нотр-Дам, где находится место жительства Жиля де Ре — отель де ла Суз. Таким образом, епископ пытается узнать о печально известных слухах об исчезновениях детей в окрестностях особняков барона (как отмечает историк Клод Говар, в то время „ похищения и убийства детей […] были тесно связаны с преступлениями военных“).
Результаты церковного расследования были опубликованы 29 июля 1440 г. в виде патентных грамот Малеструа: Ре, по слухам, обвиняется в изнасилованиях и убийствах, совершенных в отношении многих детей, а также в призывах демонов и сделках с дьяволом. В то же время светское правосудие продолжает заслушивать тех же свидетелей в рамках расследования клерика Жана де Тушеронда от имени мирового судьи Бретани Пьера де Л’Оспиталя.
24 августа 1440 года Жан V встретился в городе Ван с Артуром де Ришмоном. Скомпрометированный участием в Прагерии против короля Карла VII весной 1440 года, герцог хотел получить от своего брата поддержку, для чего, в частности, даровал принадлежащий Жилю де Ре Бурнеф-Ан-Ре · . Затем Ришмон вернулся в королевские владения и захватил Тиффож, освободив заложника Жана Ле Феррона.
13 сентября барон был вызван в церковный суд Нанта по обвинению в « убийстве детей, содомии, призыве демонов, оскорблении Божественного Величества и ереси". Через два дня он был арестован в замке Машкуль капитаном на службе герцога Бретани Жаном Лаббе, точных обстоятельства ареста нет ·  (основываясь на вымышленном рассказе Лакруа,, Эжен Боссар утверждает, что Жиль де Ре якобы пошутил, сославшись на имя капитана Лаббе : "Я всегда имел намерение, — сказал [Жиль де Ре], обращаясь к своим встревоженным людям, как бы желая успокоить их видимым спокойствием своей души, — я всегда имел намерение стать монахом; и вот, вот идет аббат, которому я должен посвятить себя.}} историк Эмиль Габори уточняет, что эта черта ума-всего лишь " забавное изобретение, которое не подтверждает ни один серьёзный текст). Среди обвиняемых-священник Франческо Прелати, священник Юсташ Бланше, слуги Анриет Гриар и Этьен Корильо, известные как « Пуату», а также женщины Тифен Браншу и Перрин Мартен, известные как «Ла Меффре», обвиняемые в том, что они были кормилицами украденных детей. Вероятно, пребывавшие на свободе, Жиль де Силле и Роже де Бриквиль не были задержаны.
Барон заключен в тюрьму в замке Нант.

### Расследование и обвинение

##### Первые слушания
После своего ареста 15 сентября 1440 года Жиль де Ре в неизвестный день предстал перед светским судом Нанта под председательством президента и мирового судьи Бретани Пьера де Л’Оспиталя, бывшего вторым человеком в судебной иерархии герцогства после канцлера. Барон должен был ответить по пунктам обвинения, связанным с убийствами детей и нападением на церковь и последующим захватом замка Сен-Этьен-де-Мер-Морт. Однако в неофициальных отчетах об этом первом слушании упоминается только ответ Жиля гражданским судьям по делу Сент-Этьен-де-Мер-Морт. 18 сентября в рамках светского судебного процесса священник Жан де Тушеронд начинает сбор показаний родителей пропавших детей.
19 сентября 1440 г. в большом верхнем зале замка герцогов Бретонских Жиль де Ре впервые предстал перед церковным трибуналом под председательством епископа Нанта, президента Счетной палаты и канцлера Бретани Жана де Малеструа. Последний был «вышестоящим должностным лицом всей судебной администрации, включая президента и мирового судью Пьера де Л’Оспиталя».
Прокурор Гийом Шапейон обвинил барона в совершении «доктринальной ереси», поручив предстать 28 сентября перед доминиканцем Жаном Блуэно и викарием инквизитора Французского королевства Гийомом Меричи. Предназначенная для борьбы с ересью инквизиция не заменяла собой власть епископов, принцев и королей; во время судебного процесса по защите христианства присутствие инквизитора рядом с епископом остается обычным и уместным, если не необходимым. В то время деятельность инквизиции в Бретани оставалась слабой и голос инквизитора, по-видимому, не имел решающего значения в церковном процессе над Жилем де Ре. В данном случае это был инквизиционный трибунал.
На первом судебном заседании епископальное правосудие, по-видимому, не рассматривает обвинения об убийствах детей, как это делает светский суд. Как бы то ни было, Жиль де Ре соглашается предстать перед двумя своими судьями, епископом-канцлером и вице-инквизитором.
Историк религии и средневековых институтов Жак Чиффоло отмечал: если епископ Нанта возбуждает дело через своего судью-должностное лицо, он вскоре назначает себе представителя bнквизитора Франции — что преобразует дело и придает ему черты типичной инквизиционной процедуры, —и его передает или дублирует судья герцога, для типично светского суда. Этот двойной или тройной характер суда ставит проблему, решающую во времена Жана V и Карла VII, — проблему отношений между религиозным и политическим, теолого-политическую природу власти.Шаблон:Fin citation bloc
Согласно концептуализации суверенитета в XV в. проведение этих «двойных, парных, почти смешанных судебных процессов» в соответствии с экстраординарной процедурой оправдано двойной временной и вечной природой «неоправданного преступления» оскорбления герцогского и божественного Величества.

##### Показания родителей

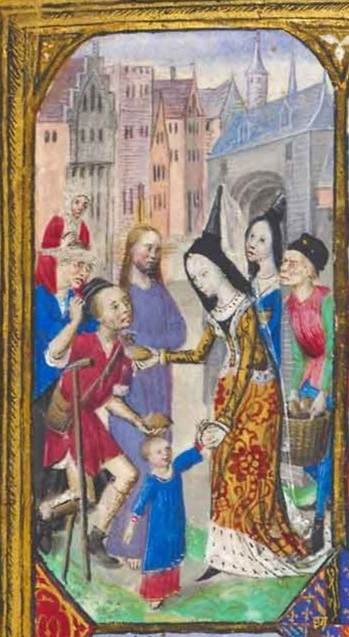
Герцогиня Маргарита Йоркская раздаёт милостыню бедным (манускрипт, ок. 1468 г.). Согласно показаниям слуг, Жиль ре Ре и его сообщники таким образом заманивали детей, собиравших милостыню в окрестностях и внутри его замков,.

В конце концов церковный суд посвятил заседание 28 сентября 1440 года заслушиванию десяти истцов без присутствия Жиля де Ре, его явка была отложена до 8 октября. В то же время с 27 сентября по 8 октября Жан де Тушеронд продолжает заслушивать многочисленных родителей пропавших без вести детей в рамках гражданского расследования. Из примерно 30 подавших документы в Нанте, 8 жили в столице герцогства, 9 были родом из его окрестностей, 7 прибыли из Машкуля, в то время как происхождение троих из них нам неизвестно. Их обычно сопровождали свидетели, число которых варьировалось в зависимости от социального положения истца. Эти свидетели подтверждают, что жалоба, касающаяся исчезновения детей, «не является ложной, и они готовы нести вместе с истцом все последствия, которые повлекут за собой ложные показания».
Слава обвиняемого (фр. fama), как сообщают некоторые родственники, может основываться на сказаниях, частично передающих мифологические элементы, такие как «атрибуты огра». Так, свидетель гражданского процесса сапожник из Машкуля Андре Барб рассказал, что во время одной из своих поездок он недавно остановился в Сен-Жан-д'Анжели, где в разговоре с ним местные жители, узнав о его месте жительства, воскликнули "они там едят маленьких детей".}} Тем самым, ещё присвоей жизни Жиль ре Ре был приравнен к огру. Описывая путешествие Андре Барба в Анжер «без сомнения, в начале или летом 1440 года, возможно, даже после ареста сира де Ре», Жак Чиффоло ставит под сомнение датировку и условия, при которых зародилась связывающая барона и его людей с исчезновениям и убийствами детей молва..
Свидетельства родителей можно разделить на три категории:
1. некоторые уклончивые заявления касаются необъяснимых исчезновений без доказательств причастности барона.
2. в других жалобах указывается, что дети исчезали в окрестностях резиденций Жиля де Ре без доказательств его причастности.
3. свидетельские показания, явно указывают на обвиняемого или его окружение, в частности Жиля де Силле[431], не предъявляя им конкретных обвинений в изнасилованиях или убийствах[432].

Таким образом, как подчеркивает Жак Шиффо, эти показания выходят за рамки статуса слухов: в них поименно упоминаются дети и подростки, исчезнувшие после найма в качестве слуг в резиденции барона де Ре, в отличие от жалоб на исчезновения, которые являются «почти мифом» из-за невыясненных обстоятельств и анонимности детей. Оливье Бузи отмечает, что показания родителей и обвиняемых «позволяют идентифицировать 40 пропавших детей, 23 из которых напрямую связаны с господином де Ре».

##### Предъявление обвинений

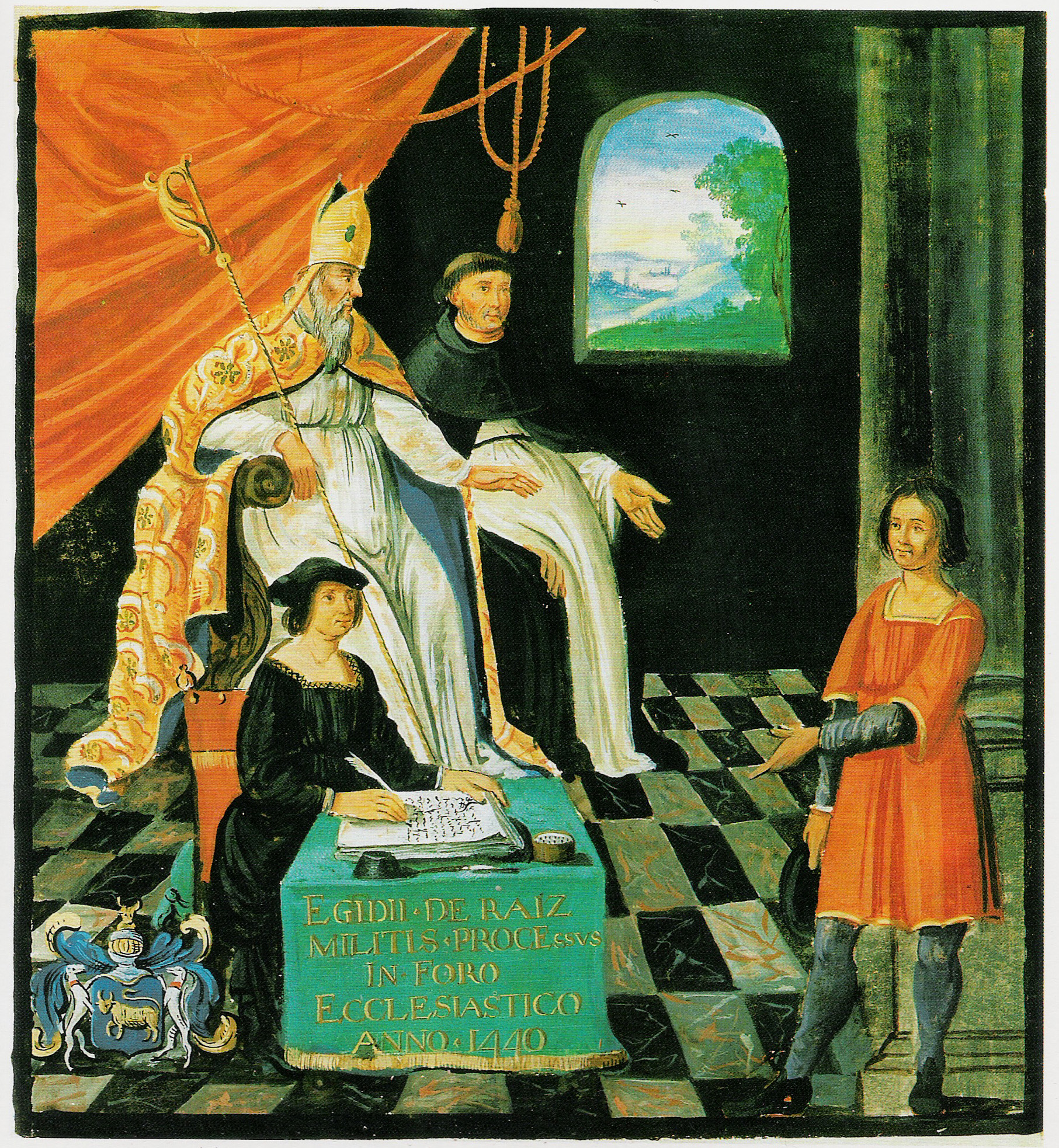
Суд над Жилем де Ре (миниатюра XVII в.).

В субботу 8 октября 1440 г. в нижнем зале замка Бретонских герцогов 10 истцов с заседания 28 сентября были повторно заслушаны церковным судом. В тот же день в большом верхнем зале замка сеньор Тиффож снова предстал перед тем же судом, на этот раз состоящим из епископа Малеструа и инквизитора Жана Блуэна, которым помогали нотариусы и писцы, также присутствовал Пьер де Л'Оспиталь. Гийом Шапейон устно изложил статьи обвинения, раскрывая все преступления и правонарушения, в которых обвинялся Жиль де Ре.
Жак Чиффоло напоминает, что « (...) обвинения, выдвинутые против маршала, на самом деле образуют обязательный триптих, происхождение которого очень древнее и которое весьма тесно объединяет":
1. бунт, то есть внутренний отказ от законного порядка;
2. договор с дьяволом, дающий магические силы;
3. противоестественные действия, [такие как] содомия[436]}}.

Столкнувшись с обвинениями, Жиль де Ре заявил отвод своим судьям. Жан де Малеструа и Блуэн отклонили несерьёзную апелляцию, ибо она не была представлена письменно. Барон отрицает «истинность указанных статей» и оспаривает наличие каких-либо оснований для судебного разбирательства, заявляя, что является «истинным христианином». Малеструа и Блуэн заставляют Жиля принести присягу, угрожая ему отлучением от церкви, но тот упорствует в своем отрицании. В ответ епископ Нанта и викарий инквизитора вызывают в суд прокурора Гийома Шапейона и де Ре во вторник, 11 октября. В назначенный день Малеструа и Блуэн откладывают явку Жиля де Ре на следующий день. В нижнем зале замка новой башни они снова слышат жалобы и причитания родственников жертв, которые умоляют о справедливом правоусдие..
13 октября в большом верхнем зале замка в присутствии Малеструа, Блуэна, Л’Опиталя и видных деятелей Нанта Гийом Шапейон зачитывает обвинительный акт из 49 статей, барон отказался признать авторитет своих судей и назвал их «симонистами» и «мошенниками», за что был отлучён от церкви.
Когда судебный процесс возобновляется в15 октября «происходит решающий поворот», поскольку Жиль признает Малеструа и Блуэна «компетентными судьями», признается в «злонамеренно совершенных преступлениях и проступках, указанных в их юрисдикция», а затем в слезах просит прощения у епископа, вице-инквизитора и других священнослужителей за оскорбительные высказывания в их адрес, что ими и было сделано.

### Показания свидетелей
В целом в ходе заседаний было заслушано 110 свидетелей, включая доносчиков. Сначала разбирались пункты обвинения, связанные с алхимическими изысканиями Жиля де Ре и его сношениями с нечистой силой. Многие свидетели утверждали, что видели своими глазами помещения по первому этажу замка Тиффож, украшенные каббалистической и сатанинской символикой. Штатные алхимики маршала Франции рассказали о сути проводившихся по его указанию экспериментов. Прелати дал весьма пространные и подробные показания как о своих отношениях с Жилем де Ре, так и о специфическом интересе хозяина к магии.
- По заявлению итальянца, Жиль де Ре написал собственной кровью текст договора с демоном Бароном, в котором просил для себя три великих дара: всеведения, богатства и могущества. Поскольку демон требовал жертвы, маршал принёс таковую: ею была курица. Но демон не удовлетворил собственную жажду крови обычной курицей и тогда Жиль де Ре казнил ребёнка — мальчика, имя которого Франческо Прелати назвать не смог. В своих показаниях, продолжавшихся много часов, Прелати подробно и весьма живым языком рассказал о проделках своего «карманного» демона, явленных чудесах, предсказаниях и превращениях.
- Весьма неблагоприятными для Жиля де Ре оказались показания священника Жиля де Силля. Он был не только одним из алхимиков маршала, но и его духовником. Во время допроса в суде де Силль признал, что маршал полностью отдавал себе отчёт в противоестественности своих сексуальных наклонностей; во время исповедей Жиль де Ре всегда упоминал о совершенных убийствах детей и каялся в содеянном. Кроме того, маршал понимал богопротивность алхимических манипуляций, в совершении которых также раскаивался. При этом ни убийств детей, ни своих демонологических изысканий Жиль де Ре не прекращал. Такое осознанное упорство маршала в греховных пристрастиях позволяло суду квалифицировать его деяния как упорство в ереси.
- Показания в гражданском суде связывались с исчезновением детей. Типичным было свидетельство Тома Эйсе: «Томас Эйсе и его жена, проживающие в Сент-Питергейте, свидетельствуют под присягой, что они жили в Машекуле в течение года и были там на прошлое Рождество. И тогда, поскольку они были бедными людьми, они отправили своего сына, около десяти лет, просить подаяние в замок Машекуль, где тогда находился сир де Ре, и с того времени не видели вышеназванного ребёнка и не имели вестей о нём. За исключением того, что жена вышеназванного Эйсе сказала что маленькая девочка, чьего имени и происхождения она не знает, сказала ей, что она видела её сына на раздаче подаяния в вышеназванном замке и что подаяние было сначала роздано девочкам, а затем мальчикам. Эта маленькая девочка сказала, будто она слышала, что один из людей из замка сказал сыну вышеупомянутого Эйсе, что у него нет мяса, но если он придёт в упомянутый замок, то получит немного, и после этой беседы он вошёл в упомянутый замок».
- Двое приближенных барона — Анри Гриар, 26 лет, и Этьен Корилло по прозвищу Пуату, 22 года, после допросов 19 и 20 октября 1440 года дали показания перед обоими трибуналами об участи пропавших детей. Пуату сказал, что он насчитал примерно от 36 до 46 голов мёртвых детей и что он видел, как его хозяин «занимался своим противоестественным распутством с упомянутыми детьми, мальчиками и девочками». В начале сентября 1440 года, когда стала реальной угроза расследования преступлений Жиля де Ре, тот распорядился уничтожить коллекцию голов. Развёрнутые, очень детальные показания Корилло, бывшего непосредственным свидетелем и порой участником этих чудовищных преступлений, были полностью подтверждены Анри Гриаром — другим телохранителем Жиля де Ре. Гриар был старше Корилло и пользовался, как будто, большим доверием хозяина. Охранник также заявил, что «желает свидетельствовать добровольно» (то есть без пытки) и уточнил некоторые моменты, упомянутые на допросе Корилло.

### Повторные пытки Жиля и его показания
Если раньше Жиль де Ре и сам признавал за собой такую «слабость», как противоестественная любовь к детям, то показания его телохранителей раскрыли подлинное содержание этой самой мрачной страсти французского героя.
Когда суд обратился за разъяснениями к обвиняемому, тот, прекрасно понимая убийственную силу уже прозвучавших свидетельств, принялся лавировать и хитрить. Но к этому моменту он был уже связан произнесённой формулой juramentum de calumnia (с лат. — «клятва говорить только правду») и её нарушение дало повод потребовать для него новой пытки. 
На утреннем заседании 21 октября 1440 года суд постановил предать обвиняемого, как уличённого в лжесвидетельстве, новой пытке. После обеда Жиль де Ре был доставлен в пыточную камеру и вновь растянут на «лестнице». Как и в первый раз, он быстро попросил прекратить пытку и заявил, что готов «свободно сознаться».
Доставленный в суд, Жиль де Ре, признал, что «наслаждался пороком». Барон де Ре закончил свой рассказ обращением к «отцам и матерям тех, кто был столь прискорбно умерщвлён, молиться за него» и просьбой, чтобы его грехи были публично обнародованы, — верное средство для получения общественного одобрения его казни. Он сам определил число замученных им детей в 800 (примерно по одному в неделю на протяжении последних 15 лет). Надо сказать, что Гриар и Корилло не могли внести ясность в этот вопрос, поскольку недостаточно долго служили у маршала. Суд посчитал доказанной цифру в 150 погибших детей, ибо эта величина не противоречила показаниям наиболее осведомлённых в данном вопросе свидетелей (самого Жиля де Ре, Гриара, Корилло, Мэффре, камердинера Силье).

##### Отлучение от церкви и признание
Признание вины было произнесено им 21 октября 1440 г. в замка герцогов Бретонских, где он был заключен в тюрьму. Обвиняемый повторяет это признание, дополняя его новыми уточнениями, на судебном заседании 22 октября.
Барон и его сообщники признались в двенадцати жертвах (изнасилования и убийства) в возрасте от 7 до 18 лет, а также в принесении в жертву дьяволу шестимесячного младенца.}}

###### Алхимия и вызов демонов
16 и 17 октября 1440 года перед церковным судом предстали итальянские священники Юсташ Бланше и Франческо (Франсуа) Прелати, завившие, что их хозяин занимался алхимией с целью найти философский камень. С этой целью барон посылал во Францию и за границу за « мастерами, которые увлекались искусством алхимии», это обвинение в дальнейшем было повторено наследниками Жиля в мемуарах с целью явить его расточительность. Таким образом, Бланше якобы нанял Прелати в 1438 году во время поездки во Флоренцию.
Помимо алхимических экспериментов, Прелати сообщил о попытках вызвать знакомого демона по имени «Барон" .}}. Кроме того, флорентийский кодекс XVI в. изображает Бfрона как демона, «специализирующегося на обнаружении скрытых сокровищ"}} в замке Тиффож в присутствии Жиля де Ре. Клерк также утверждает, что допрашивал Барона на лугу недалеко от Жосселена, следовательно, недалеко от замка, где в июле 1440 года состоялась беседа Жана V с Жилем де Ре.
Следуя «схемам толкования» судей, эти показания тесно связывали «бунт против Бога и герцога» и отношения с дьяволом. Поскольку демонические призывы, направленные на увеличение власти и богатства, якобы были совершены в непосредственной близости от герцога, эти «невыразимые деяния» стали бы прямой угрозой его власти, а также серьёзным оскорблением создателя. К этим двум основным обвинениям добавляется «посягательства на природу», другими словами, содомия и убийства, совершенные Жилем де Ре. Таким образом, по словам медиевиста Жака Чиффоло, выстраивается «очень последовательная, но отчасти мифологическая система». · .

##### Приговор и казнь

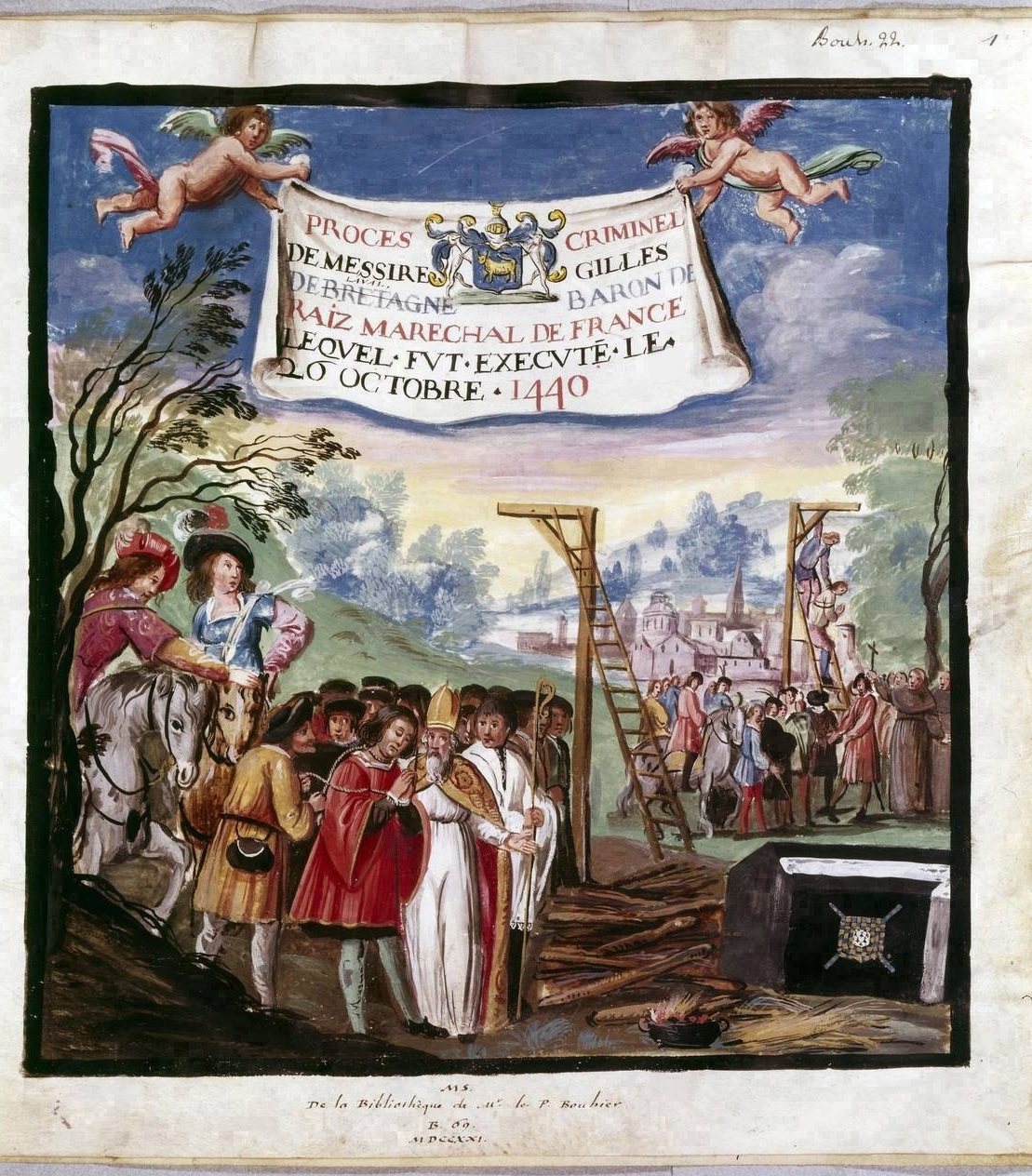
Казнь Жиля де Ре.

25 октября 1440 г. церковный суд вынес приговор в большом верхнем зале замка герцогов Бретани в присутствии Жиля де Ре, затем его в тот же день отвезли в Шато-дю-Буффе, чтобы заслушать решение светского суда. Жиль де Ре был отлучен от церкви за «еретическое отступничество [ … ] призывание демонов [ … ] противоестественные преступления и порок с детьми обоего пола в соответствии с практикой содомитов». "Приговор церковного суда признавал его виновным в убийстве 140 или более детей, в то время как светский суд установил убийство нескольких. Жиль де Ре и два его камердинера были приговорены к повешению, а затем сожжению. По его просьбе Пьер де Л’Оспиталь постановил: в день казни семьи жертв смогут организовать процессию, он будет казнен раньше своих сообщников, а его тело не будет полностью сожжено, чтобы быть похороненным на церковной земле в монастыре Богоматери Кармской в Нанте.

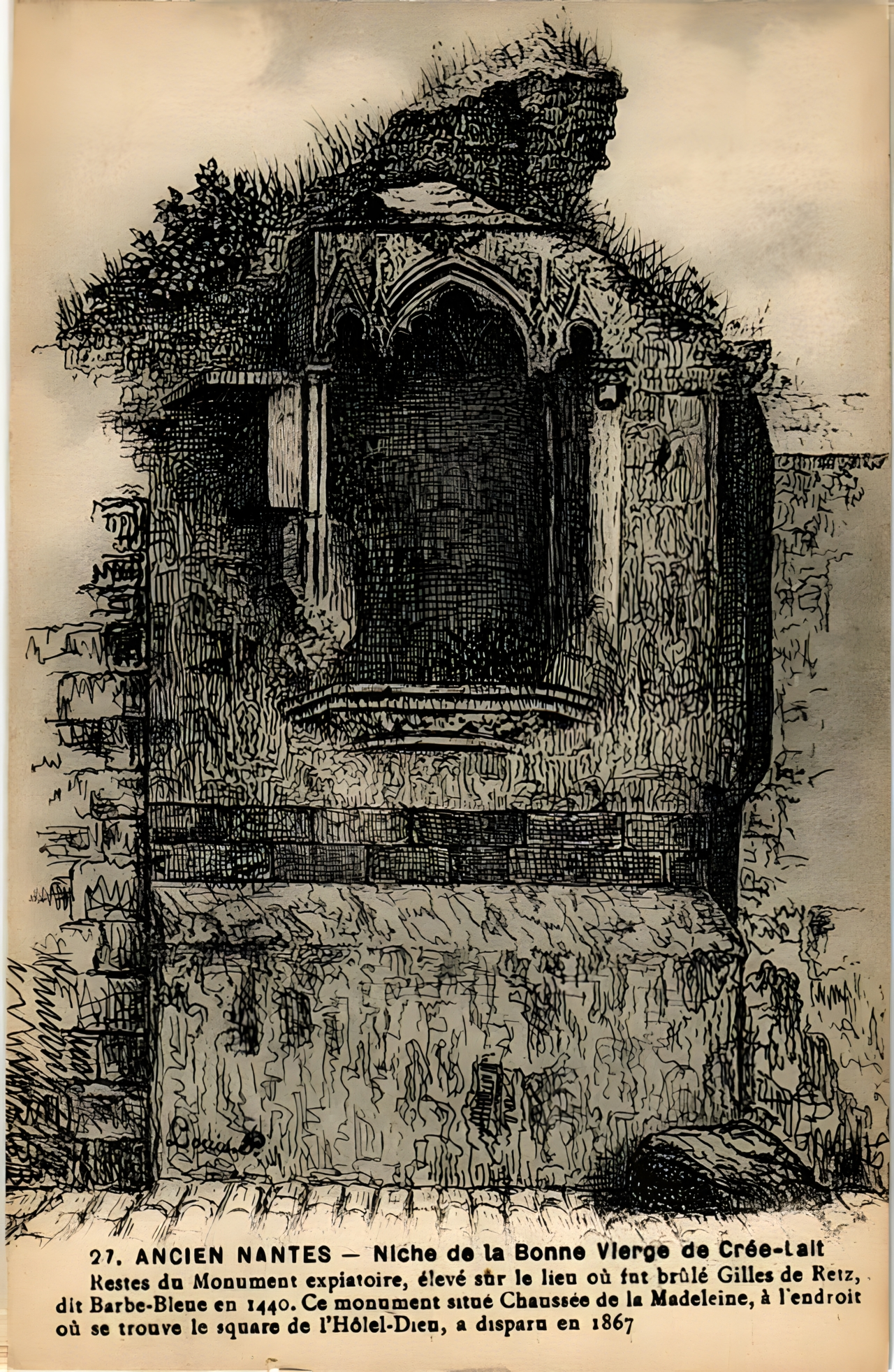
Искупительный памятник.

26 октября, после мессы в соборе Святых Петра и Павла казнь была проведена в «прерии де Бьесс», верхней части острова Гранд-Бьесс реки Лаура Тело Жиля де Ре, в отличие от его помощников, было извлечено до слишком сильного повреждения пламенем · 
Был построен искупительный памятник — каменный крест или Голгофа на мостовой Магдалины недалеко от нынешнего отеля «Отель-Дье» в Нанте, а не на самом месте казни. который происходил на противоположном берегу Луары.. Этот памятник становится местом паломничества беременных женщин ·  ·  · . Остатки этого небольшого памятника, известного как « Нотр-Дам-де-Креат», в настоящее время хранятся в археологическом музее Нанта · .

## Последствия
Приговоренный к пожизненному заключению Франческо Прелати сбежал и нашел убежище при дворе герцога Рене Анжуйского, ставшего правителем смерти старшего брата Людовика III. Через духовника Рене, чей блестящий и изысканный двор принимал многих художников и поэтов, молодой итальянский священнослужитель добивается аудиенции. С помощью своего знания алхимии ему удалось завоевать доверие герцога, который назначил его капитаном Шато-Де-Ла-Рош-сюр-Йон. · . Назвав себя Франсуа де Монкатеном в честь своей родной коммуны), он решил отомстить Жоффруа Ле Феррону, который в то время стал казначеем Франции (с 1439 по 1441 год Жоффруа Ле Феррон исполнял обязанности казначея и генерального приемника герцога Бретани Жана V, "после того, как он оказал ему мощную помощь в деле Жиля де Реца. Таким образом, Ле Феррон приобретает Сен-Этьен-де-Мер-Морт, который Жиль затем пытается вернуть силой в середине мая 1440 г. Впоследствии, в 1443 году, Ле Феррон сделал карьеру при королевском дворе в качестве казначея Франции и советника короля Карла VII)..
Направляясь в Тайлебур к мужу Мари де Ре адмиралу Прижана VII де Коэтиви (став новым бароном де Рец, он провёл несколько судебных процессов на основании права наследования своей жены, чтобы претендовать на земли, принадлежавшие его покойному тестю · ). Жоффруа Ле Феррон 7 декабря 1444 года перешел в Ла — Рош — сюр-Йон. Приглашенный в замок капитаном-алхимиком, он подвергается там оскорблениям со стороны священника Юсташа Бланше, прежде чем быть заточён в тюрьму по приказу Прелати, который обвиняет его в собственном заключении в Нанте во время суда над Жилем де Ре. Чтобы получить крупный выкуп, 2,5 месяца пленного подвергают моральным и физическим пыток, среди которых было обнаружение  поддельного письма, по которому Феррон предал Коэтиви.
Узнав о случившемся, представители Рене потребовали привести Ле Феррона к герцогскому совету. Капитан делает вид, что подчиняется, прежде чем проводить казначея Франции обратно в его темницу. Двенадцать дней спустя сеньор Трира и наместник короля Франции в Пуату, Сентонже, правительстве Ла-Рошели и Ангумуа шевалье ги Д'Ауссиньи появился с 50-ю солдатами перед крепостью, после отказа выдать им Ле Феррона, Франческо Прелати совершил вылазку со своим отрядом, в ходе стычки погиб солдат Д'Ауссиньи.
Вскоре после этого два офицера Рене Анжуйского попытались добиться выдачи Жоффруа Ле Феррона. Итальянский капитан в конце концов соглашается на это после выплаты выкупа казначеем Франции. Последнего переводят в Анже, где он безуспешно подает жалобу в счетную палату Анжу. Ле Феррон был доставлен под конвоем к Рене Анжуйскому в Нанси, но некоторое время он остается под стражей в этом городе, где затем был Карл VII. Узнал об этом деле, монарх добивается его рассмотрения Парижским парламентом. В конце концов королевский совет выносит постановление, приговаривающее Франческо Прелати и его главного сообщника, также замешанного в других преступлениях, оруженосца Жака Шабо к смертной казни. Примерно в конце марта 1446 года или в начале следующего месяца Прелати был сожжён. · .
Отправленный в суд парламента Парижа вместе с несколькими другими помощниками Прелати, Юсташ Бланше постоянно отсутствовал с января 1448 года по март 1451 года. 18 мая 1453 года парламент вынес окончательное решение, приговорив священника и его приспешников к возвращению имущества Жоффруа Ле Феррона, выплате компенсации королю и казначею Франции, уплате штрафа, а также к пожизненному изгнанию и конфискации их имущества.

## Наследство
Протесты наследников Жиля де Ре против конфискации герцогом Бретани объясняют состав архивов светского судебного процесса. Так, Оливье Бузи замечает, что некоторые дошедшие до нас копии гражданского иска, несомненно, относятся к «сводкам, составленным из отдельных частей», поскольку они были подготовлены для судебных целей с целью рассмотрения споров, касающихся вотчин и приданого.
Вскоре после смерти Жиля де Ре Катрин де Туар 14 января 1441 г. вышла замуж за видама Шартрского Жана II Вандома, принявшего титул сеньора Пузожа. 19 апреля 1441 г. он принес присягу на верность Жану V, который назначил его камергером. Катрин де Туар умерла 2 декабря 1462 г. · .
Единственной наследницей Жиля де Ре была его дочь Мария де Монморанси-Лаваль, известная как Мария де Ре. Была замужем дважды:
1. 5 июля 1444 г. вышла замуж за адмирала Франции Прижана VII де Коэтиви [489][490].}},
2. в 1451 г. вышла замуж за адмирала и будущего маршала Франции Андре де Лаваль-Монморанси

Баронство было унаследовано её дядей и младшим брат Жиля де Ре Рене-де-ла-Сюзом. Женатый на Анне де Шампань, Рене имеет от неё одну дочь : Жанну де Монморанси-Лаваль, известную как « Жанна де Ре», которая становится его преемницей. Жанна вышла замуж 13 апреля 1457 года за виконта де Броссе Франсуа де Шовиньи . Впоследствии баронство переходило к семьям Шовиньи, Турнемин, Д’Аннебо, Клермон, Гонди, де Бланшфор-Креки, дё Невиль-Вильруа и де Бри-Серр.
В конце августа 1440 года епископ Нантский Жан де Малеструа в своей проповеди сообщил прихожанам, что ему стало известно о гнусных преступлениях «маршала Жиля против малолетних детей и подростков обоего пола»[страница не указана 2808 дней]. Епископ потребовал, чтобы все лица, располагающие существенной информацией о таких преступлениях, сделали ему официальные заявления. Многозначительные недомолвки в проповеди епископа производили впечатление множественности и серьёзности собранных им улик. На самом же деле, произнося свою проповедь, Жан де Малеструа опирался всего лишь на единственное заявление об исчезновении ребёнка, которое было подано в его канцелярию супругами Эйсе за месяц до этого. Заявление супругов, записанное 29 июля 1440 года, никаких прямо изобличающих Жиля де Ре улик не содержало. В нём приводились только косвенные доводы, на основании которых можно было заключить, что 10-летний сын Эйсе исчез в замке Машекуль, принадлежавшем Жилю де Ре, во время пребывания там маршала. Описываемые супругами события имели место в декабре 1439 года, то есть случились за 7 месяцев до подачи ими заявления. Юридическая ценность такого рода документа была совершенно ничтожна. Епископ Нантский сам это прекрасно понимал, потому-то и продержал заявление супругов Эйсе безо всякого движения в течение месяца. Но сразу по окончании проповеди к секретарю епископа обратились люди, которые были готовы свидетельствовать о восьми разновременных случаях исчезновения в поместьях маршала мальчиков и девочек. На следующий день, когда молва о необычном содержании епископской проповеди распространилась по городу, были сделаны заявления о девятом случае.
Епископ проинформировал о достигнутых результатах главу инквизиционного трибунала Бретани Жана Блуэна. Тот уже был наслышан и об алхимических изысканиях маршала, и о состоящем у него в услужении итальянском некроманте.

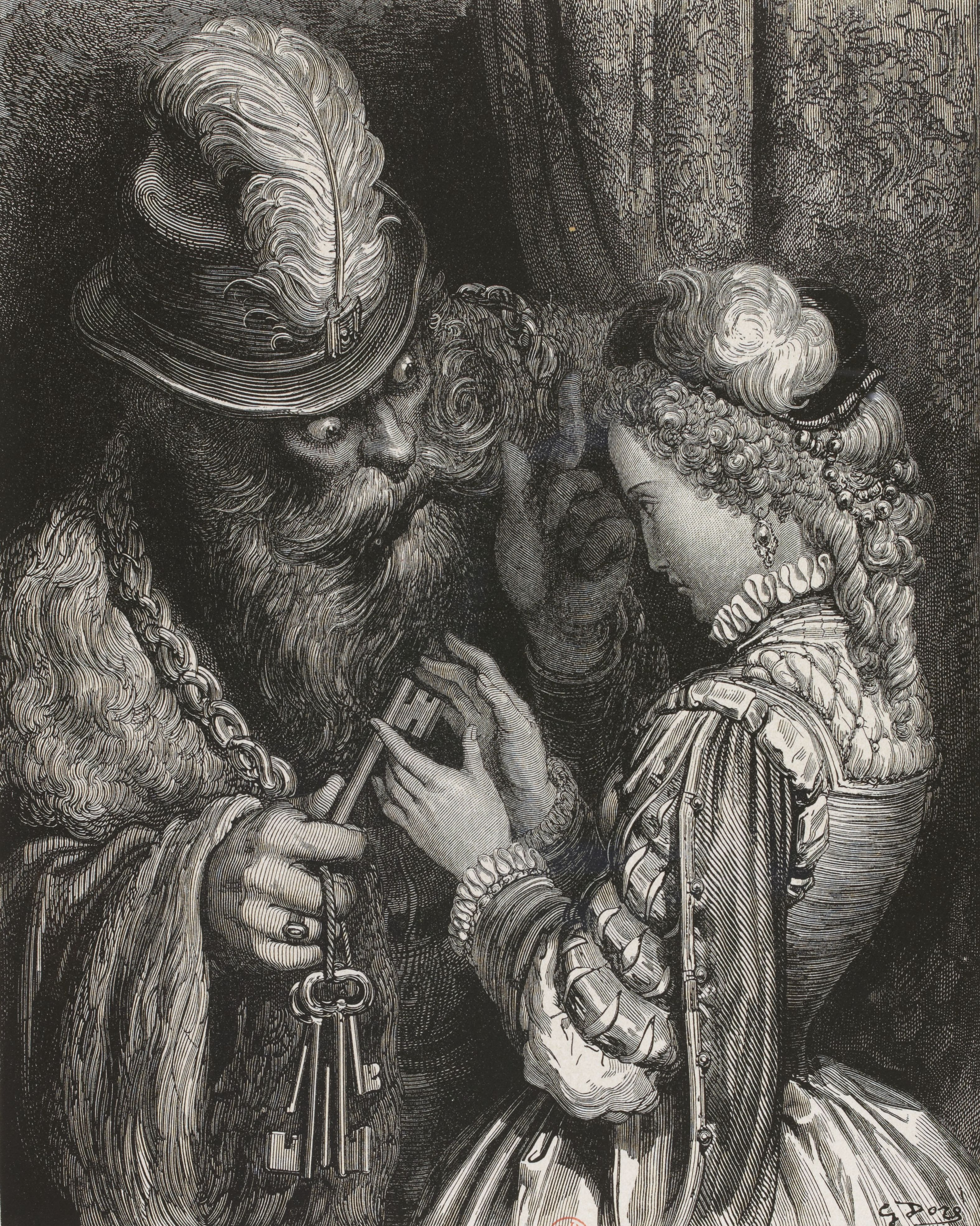
Синяя борода, гравюра Гюстава Доре

Обвинительный акт, который в течение нескольких дней подготовили епископ Нантский Жан де Малеструа и инквизитор Жан Блуэн, суммировал в 47 пунктах сущность претензий к Жилю де Ре со стороны Церкви. Среди главных обвинений фигурировали человеческое жертвоприношение домашнему демону, колдовство и использование колдовской символики, убийство невинных мальчиков и девочек, расчленение и сжигание их тел, а также выбрасывание их тел в ров (то есть непредание земле по христианскому обычаю), сексуальные извращения, оскорбление действием служителя католической Церкви и т. п. Копии этих «47 пунктов» были вручены герцогу Бретонскому Жану V и направлены Генеральному инквизитору Франции Гийому Меричи. В пункте 16 утверждалось, что «в одной из нижних комнат замка, или крепости Тиффож, принадлежавшего жене вышеназванного Жиля, около пяти лет назад монсеньор Франческо Прелати, самозваный специалист в запрещённом искусстве геомантии, и Жан де ла Ривьер начертили множество магических знаков, кругов и цифр. Также в некоем лесу около вышеназванной крепости Тиффож некто по имени Антуан де Палерм из Ломбардии вместе с другими волшебниками и вызывателями демонов занимался гаданием и вызыванием злых духов по имени Орион, Вельзевул, Сатана и Велиал с помощью огня, фимиама, мирра, алоэ и других ароматических веществ».
В 15 пункте обвинения сказано: «В соответствии с первоначальными обвинениями на основании общественных слухов, завершившихся тайным расследованием, проведённым Его высокопреподобием епископом Нантским в его городе и епархии, с помощью уполномоченных представителей инквизиции и обвинителя епископского суда по следующим обвинениям в преступлениях и нарушениях, предусматриваемых церковными законами, и по поводу жалоб, угроз и стенаний, исходящих от многих личностей обоих полов, вопивших и жаловавшихся о потере и смерти своих детей. Вышеназванный обвиняемый Жиль де Ре и его сообщники брали невинных мальчиков и девочек и бесчеловечно забивали их, убивали, расчленяли, сжигали и подвергали всяким пыткам, а вышеупомянутый Жиль, обвиняемый, приносил тела упомянутых невинных детей дьяволам, призывал и заклинал злых духов и предавался гнусному содомскому греху с маленькими мальчиками и противоестественно удовлетворял свою похоть с молоденькими девочками, отвергая естественный способ копуляции, когда невинные мальчики и девочки были живы, а иногда и мертвы или даже во время их смертных судорог»[страница не указана 2808 дней].
Другие обвинения дополняли перечисленные преступления. В одном говорилось, что Жиль де Ре приказал «сжечь тела вышеназванных невинных детей и выбросить их в рвы и канавы вокруг упомянутых замков и в выгребные ямы упомянутого замка Ла-Сюэ»[страница не указана 2808 дней]. В другом утверждалось, что де Ре предлагал «руку, глаза и сердце одного из упомянутых детей со своей кровью в хрустальном кубке демону Барону в знак уважения и поклонения»[страница не указана 2808 дней]. В третьем — Ре подвергался судебному преследованию за хранение и чтение запрещённых книг по магии. В целом де Ре был осуждён как «еретик, вероотступник, вызыватель демонов, … повинный в преступлениях и противоестественных пороках, содомии, богохульстве и осквернении неприкосновенности святой церкви»[страница не указана 2808 дней].
Уже 3 сентября — то есть до заслушивания объяснений Жиля де Ре в епископальном суде, маршала проинформировали о том, что люди герцога Бретонского в некоторых местах принялись сносить межевые знаки на границах земель, принадлежащих маршалу. Факт дележа имущества ещё не осужденного Жиля де Ре многое говорит о предвзятости и готовности суда в любом случае вынести обвинительный приговор.

## Внешний вид
Не сохранилось ни описания, ни портрета Жиля де Ре при его жизни. ·  ·  · . Согласно переводу Жоржа Батая и Пьера Клоссовского включенной в судебные акты на латыни «Исповеди на суде", Жиль де Ре заявляет, что в молодости он "всегда был деликатным по натуре" (фр. toujours été de nature délicate). Мишель Эрубель понимает эти слова в смысле физического телосложения ·  но по мнению Матея Казаку, прилагательное деликатный также может означать милый, изысканный, роскошный, женственный, галантный, распущенный.}}
Первое описание Жиля де Ре («человека здравомыслящего, красивого и порядочного"), появилось в 1582 году, в "Истории Бретани" Бертрана д'Аржанте.
В 1841 году в 5-м томе  "Истории Франции" Жюль Мишле посвятил Жилю де Ре четыре страницы, · . В нем он цитирует апокрифическое сообщение Бертрана д'Аржантре без его упоминания. В представлении этого историка Жиль де Ре - умный, благородный и привлекательный господин ("говорят, что это был господин здравомыслящий, красивый человек и хорошего поведения") · .}} Во 2-м томе "Истории Карла VII, короля Франции, и его эпохи… " (1863 г.), палеограф-архивариус Огюст Валле де Виривиль обогащает описание Жиля де Ре новыми подробностями: «это был красивый молодой человек, изящный раздражительный, остроумный и игривый, но слабый и легкомысленный» · .
В своих "Курьезах по истории Франции" (1858 г.) Поль Лакруа даёт подробное физическое и психологическое описание Жиля де Ре, обильно дополненное вымышленными дополнениями, представленными как историческая информация, извлеченная из архивов. Эта работа оказала влияние не только на литераторов, но и на психиатров Рихарда фон Краффта-Эбинга, Альберта Молля и Жюльена Шевалье а также на различные биографии маршала (в частности, дипломная работа аббата Эжена Боссара (Жиль де Ре, маршал Франции, известный как "Синяя Борода", 1885 г.) и биографические очерки Ролана Вильнева (Жиль де Ре, великий злодей, 1955) и Мишеля Батая (Жиль де Ре, 1966).}}.

## Преступления
Ему приписывают убийство до 200 (по другим данным — до 800) детей, нескольких своих жён (хотя у него была только одна жена). После его ареста в подземельях замка якобы нашли массу детских черепов и костей, что археологами[кем?] опровергнуто.
Чезаре Ломброзо писал, что де Ре «…убил для удовлетворения своей гнусной похотливости более 800 юношей, ассоциировав сладострастие с какой-то странной религиозной чертой». Другой психиатр, Рихард фон Крафт-Эбинг, о нём говорит следующее:

Поучительны примеры выродившихся цезарей (Нерон, Тиберий), которые упивались зрелищем совершавшейся по их приказанию и на их глазах казни юношей и девиц, равно как и история маршала Жиля де Ре, казнённого в 1440 г. за изнасилование и умерщвление в течение 8 лет более 800 детей. По собственному признанию этого чудовища, ему, под влиянием чтения Светония и описания оргий Тиберия, Каракаллы и других, пришла идея завлекать детей в свои замки, насиловать их под пытками и затем убивать. Изверг утверждал, что он испытывал при этих ужасах чувство неизъяснимого наслаждения. Пособниками его были два приближенных к нему лица. Трупы несчастных детей сжигались, и только несколько особенно красивых детских головок он… сохранял на память. Эйленбург приводил почти несомненные доказательства того, что Ре был душевнобольным.— 

## Попытка реабилитации
В 1992 году по инициативе литератора Жильбера Пруто во французском Сенате был собран трибунал, состоящий из бывших политиков, парламентариев и экспертов, с целью пересмотра дела Жиля де Ре. Пересмотр дела окончился оправданием, однако вердикт судебной коллегии не является действительным, так как собранный состав суда не имел права пересматривать дела XV века.
Некоторые исследователи[кто?] версию о невиновности де Ре воспринимают скептически. Выдвигались также теории[кем?] о заинтересованности церкви в его собственности, однако в действительности церковь имела крайне мало шансов на получение земель или имущества Жиля де Ре.
С другой стороны половина имущества де Ре была заложена церкви и в случае его смерти залог не мог быть выплачен и церковь получала все заложенное имущество. Замок Сент-Этьенн де Мальмор со всеми окрестными владениями, заложенный в августе 1440 казначею герцога Бретонского Жоффруа ле Феррону, отошёл слуге одного из инициаторов процесса.

## Жиль де Ре в массовой культуре
В народном сознании Жиль де Ре превратился в легендарного Синюю бороду. Этот образ использовали в литературе Шарль Перро, Морис Метерлинк, Анатоль Франс, Жорис-Карл Гюисманс, Бела Балаж, Николай Гумилёв. В музыке Поль Дюка и Бела Барток.

### Книги, комиксы и манга
- Жиль де Ре является центральным объектом исследования в романе Гюисманса «Без дна».
- Роман "Анжелика. Маркиза ангелов" Анн и Серж Голон (О Жиле де Ре рассказывает кормилица в начале 1 главы)
- Роман Ярмилы Лоукотковой «Бог или дьявол».
- Цикл романов «Катрин» Жюльетты Бенцони (Жиль де Ре является одним из главных персонажей романа «Прекрасная Катрин»).
- Книга «Похититель душ» британской писательницы Энн Бенсон подробно рассказывает о чудовищных делах Жиля де Ре.
- Повесть Мишеля Турнье «Жиль и Жанна» посвящена взаимоотношениям Жанны Д’Арк и Жиля де Ре.
- В книге Германа и Тамары Рыльских «Взломать смерть» сюжет сосредоточен на попытке доказать родство с Жилем де Ре.
- Жорж Бордонов[фр.]. Реквием по Жилю дэ Ре
- Жорис Карл Гюисманс. Геенна огненная. — Москва. Крон-Пресс, 1993.-с.240. ISBN 5-8317-0037-2.
- Жиль де Ре вместе с Жанной Д’Арк являются главными персонажами ранобэ «Ulysses: Jeanne d’Arc to Renkin no Kishi».
- Антироман Джеймса Хэвока «Реизм», входящий в сборник «Мясная лавка в раю» посвящён Жилю де Ре, он также является главным героем произведения.
- В манге «Drifters» (ドリフターズ) Жиль де Ре вместе с Жанной Д’Арк являются одними из антагонистов.
- В манге «Принц Преисподней: демоны и реалист» выступает в образе демона Преисподней

### Фильмы и аниме
- В фильме «Жанна д’Арк» (1948) роль Жиля де Ре исполняет Генри Брэндон.
- В фильме «Святая Иоанна» (1957) в роли Дэвид Оксли.
- В фильме «Жанна Д’Арк» (1999) в роли Венсан Кассель.
- В аниме-сериале «Rage of Bahamut: Genesis» Жиль де Ре является главным антагонистом.
- В аниме-сериале "Fate/Zero" Жиль де Ре является одним из антагонистов.
- В аниме-сериале «Ulysses: Jeanne d’Arc to Renkin no Kishi» Жиль де Ре является главным героем, и возлюбленным Жанны Д’Арк.
- В аниме-сериале "Drifters: Battle in a Brand-new World War" Жиль де Ре вместе с Жанной Д'Арк являются одними из антагонистов.

### Музыка
- Жилю де Ре посвящён девятый альбом группы Cradle of Filth — Godspeed on the Devil’s Thunder.
- Жилю де Ре посвящена одноимённая песня американской дэт-метал-группы Brodequin.
- Жилю де Ре посвящена песня «Into the Crypts of Rays» швейцарской метал-группы Celtic Frost.
- Жилю де Ре посвящена песня «The Window» американской мелодик-дэт-метал-группы The Black Dahlia Murder.
- Жиль де Ре является одним из героев рок-оперы «Жанна д’Арк» театра «Тампль».
- Жиль де Ре (стилизовано G1ll35 d3 R415) называется композиция проекта Team Grimoire из альбома Grimoire of Crimson